# Liste von Terroranschlägen in Deutschland seit 1945
Die Liste von Terroranschlägen in Deutschland seit 1945 listet in Deutschland nach dem Zweiten Weltkrieg verübte Terroranschläge auf.

## Begriffsklärung
Unter Terrorismus – somit auch unter Terroranschlägen – versteht man kriminelle Gewaltaktionen, die als Druckmittel dienen sollen: Terrorismus soll Unsicherheit und Schrecken (Terror) verbreiten bzw. Zustimmung zu einer terroristischen Forderung erzwingen. Der Begriff des Terroranschlags ist allerdings uneindeutig. Besonders, wenn Anschläge nicht zweifelsfrei Mitgliedern einer bereits bekannten Terrororganisation zugeschrieben werden können, oder wenn Täter an einer psychischen Erkrankung leiden, ist eine Unterscheidung von anderen Gewalttaten häufig nur schwer möglich. Entscheidend ist, ob für die Tat ein rein kriminelles Motiv wie etwa Bereicherung, oder ein terroristisches, also politisch-ideologisches bzw. politisch-religiöses Motiv vorliegt. Zur Schaffung einer einheitlichen Begrifflichkeit ist der folgenden Liste die weit gefasste Definition der Global Terrorism Database zugrunde gelegt, wonach Fälle der (angedrohten) Gewaltanwendung „durch nichtstaatliche Akteure, außerhalb von kriegerischen handlungen eine breite Öffentlichkeit unter Druck setzen und politische, wirtschaftliche, religiöse und gesellschaftliche Veränderungen herbeiführen“ sollen, als Terroranschlag zu bezeichnen sind.

### Datengrundlage
Diese Liste basiert zu großen Teilen auf Einträgen der umfassendsten öffentlich zugänglichen Terrorismusdatenbank, der Global Terrorism Database. Im Juli 2023 veröffentlichten Alexander Fürniß und Tobias Müller einen Artikel im populärwissenschaftlichen Magazin Katapult, in dem sie das Vorhandensein von fehlerhaften Einträgen in der Datenbank untersuchten. Abseits der aufsehenerregendsten Anschläge fanden sie Ungereimtheiten in vielen Datensätzen für Deutschland von der Wiedervereinigung bis Juli 2021, wobei sie die Fehler auf einen Mangel an Zeit und Personal, insbesondere an Personen mit Kenntnissen der betroffenen Staaten, zurückführten, um Einzelfallprüfungen durchzuführen.

### Darstellung
In der Spalte Politische Ausrichtung ist die politische bzw. weltanschauliche Einordnung der Täter angegeben: faschistisch, rassistisch, nationalistisch, nationalsozialistisch, sozialistisch, kommunistisch, antiimperialistisch, islamistisch (schiitisch, sunnitisch, deobandisch, salafistisch, wahhabitisch), hinduistisch. Bei vorrangig auf staatliche Unabhängigkeit oder Autonomie zielender Ausrichtung ist autonomistisch vorangestellt, gefolgt von der Region oder der Volksgruppe und ggf. weiteren Merkmalen der Täter: armenisch, irisch (katholisch), kurdisch, tirolisch, tschetschenisch, dagestanisch, punjabisch (sikhistisch), palästinensisch.
Die Opferzahlen der Anschläge werden farbig dargestellt:

## 1945–1959
| Datum/Beginn   | Ort     | Bundesland | Artikel, Beleg(e)             | Täter                                    | Politische Ausrichtung      | Mittel           | Ziel                                                | Tote | Verletzte |
| -------------- | ------- | ---------- | ----------------------------- | ---------------------------------------- | --------------------------- | ---------------- | --------------------------------------------------- | ---- | --------- |
| September 1951 | Leipzig |            | Brandanschläge auf Kaufhäuser | Kampfgruppe gegen Unmenschlichkeit       | Militanter Antikommunismus  | Phosphorampullen | Kaufhäuser                                          | 0    | 0         |
| 27. März 1952  | München | Bayern     | Attentat auf Konrad Adenauer  | Elieser Sudit, Jakob Farshtej (Bekenner) | Revisionistischer Zionismus | Briefbombe       | Konrad Adenauer (Deutsche Wiedergutmachungspolitik) | 1    | 5         |

## 1960–1969
| Datum/Beginn     | Ort               | Bundesland    | Artikel, Beleg(e)                                   | Täter                                 | Politische Ausrichtung                                                                                      | Mittel        | Ziel | Tote | Verletzte |
| ---------------- | ----------------- | ------------- | --------------------------------------------------- | ------------------------------------- | --- | ------------- | --- | ---- | --------- |
| 2. April 1968    | Frankfurt am Main | Hessen        | Kaufhaus-Brandstiftungen am 2. April 1968           | RAF                                   | antifaschistisch, antiimperialistisch, kommunistisch, maoistisch, marxistisch-leninistisch, antizionistisch | Brandstiftung | Einkaufszentrum | 0    | 0         |
| 13. Oktober 1969 | Hamburg           | Hamburg       | Anschlag auf Blohm+Voss am 13. Oktober 1969         | namenlose Gruppe Hamburger Aktivisten | linksextremistisch, antikolonialistisch                                                                     | Sprengsatz    | portugiesische Korvette João Coutinho auf der Werft Blohm & Voss (Unterstützung der Unabhängigkeitsbewegungen in den portugiesischen Kolonien) | 0    | 0         |
| 9. November 1969 | Berlin (West)     | Berlin (West) | Bombenanschlag auf das Jüdische Gemeindehaus Berlin | Tupamaros West-Berlin                 | linksextremistisch, antisemitisch                                                                           | Sprengsatz    | Jüdische Gemeindehaus | 0    | 0         |

## 1970–1979
| Datum/Beginn       | Ort                | Bundesland                           | Artikel, Beleg(e)                                                            | Täter                                                              | Politische Ausrichtung                                                                                        | Mittel                          | Ziel | Tote | Verletzte |
| ------------------ | ------------------ | ------------------------------------ | ---------------------------------------------------------------------------- | ------------------------------------------------------------------ | --- | ------------------------------- | --- | ---- | --------- |
| 10. Februar 1970   | München            | Bayern                               | Anschlag Flughafen München                                                   | DFLP                                                               | palästinensisch-nationalistisch, maoistisch, antizionistisch, marxistisch-leninistisch, links-nationalistisch | Granate, Schusswaffen           | El-Al-Passagiere in Bus, Flughafen (Israelisch-palästinensischer Konflikt) | 1    | 11        |
| 13. Februar 1970   | München            | Bayern                               | Brandanschlag auf das Altenheim der Israelitischen Kultusgemeinde in München | unbekannt                                                          | | Brandbeschleuniger              | Jüdisches Altenheim | 7    | 9         |
| 1. April 1971      | Hamburg-Eppendorf  | Hamburg                              | [ 3 ]                                                                        | Ejército de Liberación Nacional (Bolivien), vermutlich Monika Ertl | antiimperialistisch, kommunistisch, marxistisch-leninistisch                                                  | Pistole                         | Roberto Quintanilla Pereira, bolivianischer Generalkonsul in Hamburg, ehemaliger Chef des bolivianischen Geheimdienstes, verwickelt in den Tod von Che Guevara und Inti Peredo | 1    | 0         |
| 2. Februar 1972    | Berlin-Kladow      | Berlin (West)                        | [ 4 ]                                                                        | Bewegung 2. Juni                                                   | anarchistisch, autonom                                                                                        | Sprengstoff                     | Britischer Yachtclub | 1    | 0         |
| 11. Mai 1972       | Frankfurt am Main  | Hessen                               | Mai-Offensive der Rote Armee Fraktion                                        | RAF                                                                | antifaschistisch, antiimperialistisch, kommunistisch, maoistisch, marxistisch-leninistisch, antizionistisch   | 3 Sprengsätze                   | US-Armee-Hauptquartier | 1    | 13        |
| 12. Mai 1972       | München            | Bayern                               | Mai-Offensive der Rote Armee Fraktion                                        | RAF                                                                | antifaschistisch, antiimperialistisch, kommunistisch, maoistisch, marxistisch-leninistisch, antizionistisch   | Autobombe                       | Landeskriminalamt | 0    | 10        |
| 12. Mai 1972       | Augsburg           | Bayern                               | Mai-Offensive der Rote Armee Fraktion                                        | RAF                                                                | antifaschistisch, antiimperialistisch, kommunistisch, maoistisch, marxistisch-leninistisch, antizionistisch   | 2 Sprengsätze                   | Polizeidirektion | 0    | 7         |
| 15. Mai 1972       | Karlsruhe          | Baden-Württemberg                    | Mai-Offensive der Rote Armee Fraktion                                        | RAF                                                                | antifaschistisch, antiimperialistisch, kommunistisch, maoistisch, marxistisch-leninistisch, antizionistisch   | Sprengstoff                     | Fahrzeug von Wolfgang Buddenberg | 0    | 1         |
| 19. Mai 1972       | Hamburg            | Hamburg                              | Mai-Offensive der Rote Armee Fraktion                                        | RAF                                                                | antifaschistisch, antiimperialistisch, kommunistisch, maoistisch, marxistisch-leninistisch, antizionistisch   | 5 Sprengsätze                   | Verlagsgebäude der Axel-Springer-AG | 0    | 38        |
| 24. Mai 1972       | Heidelberg         | Baden-Württemberg                    | Mai-Offensive der Rote Armee Fraktion                                        | RAF                                                                | antifaschistisch, antiimperialistisch, kommunistisch, maoistisch, marxistisch-leninistisch, antizionistisch   | Autobombe                       | US-Soldaten | 3    | 6         |
| 5. September 1972  | München            | Bayern                               | Geiselnahme von München                                                      | BSO                                                                | autonomistisch-palästinensisch                                                                                | Geiselnahme                     | Olympische Sommerspiele 1972 (Israelisch-palästinensischer Konflikt) | 17   | 0         |
| 11. Januar 1973    | Kaiserslautern     | Rheinland-Pfalz                      | [ 5 ]                                                                        | PFLP                                                               | autonomistisch-palästinensisch                                                                                | Pistole, Revolver               | Restaurant (Israelisch-palästinensischer Konflikt) | 1    | 0         |
| 12. Juni 1974      | Berlin (West)      | Berlin (West)                        | [ 6 ]                                                                        | Revolutionäre Zellen                                               | antiimperialistisch, antizionistisch, feministisch                                                            | Sprengstoff                     | Chilenisches Konsulat | 0    | 9         |
| 30. November 1974  | Kronberg im Taunus | Hessen                               | [ 7 ]                                                                        |                                                                    | | Pistole                         | Walther Leisler Kiep | 0    | 0         |
| 20. August 1975    | Berlin (West)      | Berlin                               | [ 8 ]                                                                        |                                                                    | | Paketbombe                      | Heinz Galinski | 0    | 1         |
| 13. September 1975 | Hamburg            | Hamburg                              | [ 9 ] [ 10 ]                                                                 |                                                                    | | Sprengsatz in Gepäckschließfach | Hauptbahnhof | 0    | 11        |
| 7. Februar 1976    | Frankfurt am Main  | Hessen                               | [ 11 ] [ 12 ]                                                                | Kroatische Nationalisten                                           | kroatisch-nationalistisch                                                                                     | Automatische Schusswaffe        | Edvin Zdovc (jugoslawischer Vizekonsul) | 1    | 0         |
| 1. Juni 1976       | Frankfurt am Main  | Hessen                               | [ 13 ]                                                                       | RAF                                                                | antifaschistisch, antiimperialistisch, kommunistisch, maoistisch, marxistisch-leninistisch, antizionistisch   | Sprengstoff                     | I. G.-Farben-Haus | 0    | 16        |
| 1. Dezember 1976   | Frankfurt am Main  | Hessen                               | [ 14 ]                                                                       | Revolutionäre Zellen                                               | antiimperialistisch, antizionistisch, feministisch                                                            | Sprengstoff                     | Lokal | 0    | 18        |
| 13. Dezember 1976  | Hanau              | Hessen                               | [ 15 ]                                                                       |                                                                    | | Sprengstoff                     | Polizeistation | 0    | 0         |
| 18. Dezember 1976  | Bad Hersfeld       | Hessen                               | [ 16 ]                                                                       | Revolutionäre Zellen                                               | antiimperialistisch, antizionistisch, feministisch                                                            | Brandstiftung                   | Militärgebäude | 0    | 0         |
| 20. Dezember 1976  | Frankfurt am Main  | Hessen                               | [ 17 ]                                                                       | Black Cells                                                        | | Brandstiftung                   | Fahrzeug | 0    | 0         |
| 30. April 1977     | Köln               | Nordrhein-Westfalen                  | [ 18 ] [ 19 ]                                                                | Rote Zora                                                          | linksextremistisch, radikal-feministisch                                                                      | Sprengstoff                     | Gebäude der Bundesärztekammer | 0    | 0         |
| 18. Januar 1979    | Nottuln Koblenz    | Nordrhein-Westfalen, Rheinland-Pfalz | [ 20 ]                                                                       | Peter N.                                                           | rechtsextremistisch, neonazistisch                                                                            | Sprengsätze                     | Sender Nottuln, Sender Koblenz (Ausstrahlung der Fernsehserie Holocaust) | 0    | 0         |

## 1980–1989
| Datum/Beginn       | Ort                                  | Bundesland          | Artikel, Beleg(e)                                       | Täter                                                                        | Politische Ausrichtung                                                                                      | Mittel                   | Ziel                                                                                    | Tote | Verletzte |
| ------------------ | ------------------------------------ | ------------------- | ------------------------------------------------------- | ---------------------------------------------------------------------------- | --- | ------------------------ | --------------------------------------------------------------------------------------- | ---- | --------- |
| 2. März 1980       | Münster                              | Nordrhein-Westfalen | [ 21 ]                                                  | IRA                                                                          | autonomistisch, irisch-katholisch                                                                           | Automatische Schusswaffe | Britische Militärpatrouille (Nordirlandkonflikt)                                        | 0    | 1         |
| 10. März 1980      | Osnabrück                            | Niedersachsen       | [ 22 ]                                                  | IRA                                                                          | autonomistisch, irisch-katholisch                                                                           | Pistole                  | Britischer Soldat (Nordirlandkonflikt)                                                  | 0    | 1         |
| 17. Juni 1980      | Hamburg                              | Hamburg             | [ 23 ]                                                  | Abtreibungsgegner                                                            | | Brandstiftung            | Familienplanungszentrum „pro familia“                                                   | 0    | 1         |
| 22. August 1980    | Hamburg                              | Hamburg             | [ 24 ] [ 25 ]                                           | Deutsche Aktionsgruppen: Raymund Hörnle, Sibylle Vorderbrügge, Manfred Röder | rechtsextremistisch, neonazistisch                                                                          | Brandstiftung            | Flüchtlingsunterkunft                                                                   | 2    | 0         |
| 26. September 1980 | München                              | Bayern              | Oktoberfestattentat                                     | Gundolf Köhler (Wehrsportgruppe Hoffmann)                                    | nationalsozialistisch                                                                                       | Sprengstoff              | Oktoberfest                                                                             | 13   | 221       |
| 19. Dezember 1980  | Erlangen                             | Bayern              | [ 27 ]                                                  | Uwe Behrendt (Wehrsportgruppe Hoffmann)                                      | nationalsozialistisch, antisemitisch                                                                        | Maschinenpistole         | Shlomo Lewin, Frida Poeschke                                                            | 2    | 0         |
| 21. Februar 1981   | München                              | Bayern              | [ 28 ]                                                  | The Armed Secret Organization                                                | | Sprengstoff              | Radio-Free-Europe-Büro                                                                  | 0    | 8         |
| 31. August 1981    | Ramstein-Miesenbach                  | Rheinland-Pfalz     | [ 29 ]                                                  | RAF                                                                          | antifaschistisch, antiimperialistisch, kommunistisch, maoistisch, marxistisch-leninistisch, antizionistisch | Autobombe                | Ramstein Air Base                                                                       | 0    | 20        |
| 20. Oktober 1981   | München                              | Bayern              | [ 30 ]                                                  | Volkssozialistische Bewegung Deutschlands                                    | rechtsextremistisch, neonazistische                                                                         |                          | Schusswechsel mit Polizei                                                               | 2    | 2         |
| 15. Januar 1982    | Berlin (West)                        | Berlin (West)       | [ 31 ]                                                  | vermutlich Palästinensische Nationalisten                                    | palästinensisch-nationalistisch                                                                             | Sprengsatz               | Israelisches Restaurant                                                                 | 1    | 46        |
| 24. Juni 1982      | Nürnberg                             | Bayern              | [ 32 ]                                                  | Helmut Oxner                                                                 | rechtsextremistisch, neonazistisch                                                                          | Pistole                  | Migranten                                                                               | 4    | 3         |
| 31. Juli 1982      | München                              | Bayern              | [ 33 ]                                                  |                                                                              | | Sprengstoff              | Flughafen                                                                               | 0    | 7         |
| 27. September 1982 | Frankfurt am Main                    | Hessen              | [ 34 ]                                                  |                                                                              | | Sprengstoff              | Reisebüro                                                                               | 1    | 1         |
| 3. November 1982   | Köln                                 | Nordrhein-Westfalen | [ 35 ]                                                  | Devrimci Sol                                                                 | marxistisch-sozialistisch                                                                                   | Geiselnahme              | Türkisches Generalkonsulat                                                              | 0    | 7         |
| 14. Dezember 1982  | Butzbach                             | Hessen              | [ 36 ]                                                  |                                                                              | | Sprengstoff              | US-Militärfahrzeug                                                                      | 0    | 1         |
| 15. Dezember 1982  | Darmstadt                            | Hessen              | [ 37 ]                                                  |                                                                              | | Sprengstoff              | US-Militärfahrzeug                                                                      | 0    | 1         |
| 27. Juni 1983      | Frankfurt am Main, Langenhain/Taunus | Hessen              | Erich Becker, Startbahn West                            | Revolutionäre Zellen                                                         | linksextremistisch                                                                                          | Sprengsatz               | Sprengstoffanschlag auf den Vorsitzendern der FAG Erich Becker und das Schulungszentrum | 0    | 0         |
| 25. August 1983    | Berlin (West)                        | Berlin (West)       | [ 39 ]                                                  | Asala                                                                        | marxistisch-leninistisch                                                                                    | Sprengsatz               | Französisches Konsulat                                                                  | 2    | 25        |
| 21. Oktober 1983   | Bad Ems                              | Rheinland-Pfalz     | [ 40 ]                                                  | RAF-Umfeld oder RZ                                                           | linksextremistisch                                                                                          | Sprengsatz               | Schule für Nachrichtenwesen der Bundeswehr                                              | 0    | 0         |
| 26. April 1984     | Frankfurt am Main                    | Hessen              | [ 41 ]                                                  |                                                                              | | Tränengas                | Iranisches Airline-Büro                                                                 | 0    | 2         |
| 26. August 1984    | Duisburg-Wanheimerort                | Nordrhein-Westfalen | Brandanschlag in Duisburg-Wanheimerort 1984             |                                                                              | rechtsextremistisch                                                                                         | Brandstiftung            | von Migranten bewohntes Mehrfamilienhaus                                                | 7    | 23        |
| 7. März 1985       | Dortmund                             | Nordrhein-Westfalen | [ 42 ]                                                  |                                                                              | | Sprengstoff              | Kaufhaus                                                                                | 0    | 9         |
| 29. April 1985     | Berlin (West)                        | Berlin (West)       | [ 43 ]                                                  |                                                                              | | Sprengstoff              | US-Militärfahrzeug                                                                      | 0    | 1         |
| 2. Juni 1985       | Hannover                             | Niedersachsen       | [ 44 ]                                                  |                                                                              | | Sprengstoff              | Regierungsgebäude                                                                       | 1    | 0         |
| 19. Juni 1985      | Frankfurt am Main                    | Hessen              | Sprengstoffanschlag auf dem Flughafen Frankfurt am Main |                                                                              | | 2 Sprengsätze            | Flughafen Frankfurt                                                                     | 3    | 42        |
| 8. August 1985     | Frankfurt am Main, Wiesbaden         | Hessen              | Sprengstoffanschlag auf die Rhein-Main Air Base         | RAF, Action directe                                                          | antifaschistisch, antiimperialistisch, kommunistisch, maoistisch, marxistisch-leninistisch, antizionistisch | Schusswaffe, Autobombe   | US-Soldaten der Rhein-Main Air Base                                                     | 3    | 20        |
| 9. August 1985     | Bonn                                 | Nordrhein-Westfalen | [ 45 ]                                                  |                                                                              | | Sprengstoff              | Iranische Botschaft                                                                     | 0    | 1         |
| 6. September 1985  | Freisen                              | Saarland            | [ 46 ]                                                  | RAF                                                                          | antifaschistisch, antiimperialistisch, kommunistisch, maoistisch, marxistisch-leninistisch, antizionistisch | Sprengstoff              | US Radarstation                                                                         | 0    | 0         |
| 24. November 1985  | Frankfurt am Main                    | Hessen              | [ 48 ]                                                  |                                                                              | | Autobombe                | AAFES-Geschäft                                                                          | 0    | 34        |
| 4. April 1986      | Berlin                               | Berlin              | La Belle (Diskothek)                                    | vermutlich Libyen                                                            | | Sprengsatz               | Diskothek                                                                               | 3    | 231       |
| 15. Mai 1986       | Hamburg                              | Hamburg             | [ 49 ]                                                  |                                                                              | | Sprengstoff              | Bar                                                                                     | 1    | 1         |
| 24. Juli 1986      | Aachen                               | Nordrhein-Westfalen | [ 50 ]                                                  | RAF                                                                          | antifaschistisch, antiimperialistisch, kommunistisch, maoistisch, marxistisch-leninistisch, antizionistisch | Sprengstoff              | Fraunhofer-Institut für Lasertechnik                                                    | 0    | 1         |
| 30. November 1986  | Berlin (West)                        | Berlin (West)       | [ 51 ]                                                  |                                                                              | | Sprengstoff              | Gebäude                                                                                 | 0    | 1         |
| 23. März 1987      | Rheindahlen                          | Nordrhein-Westfalen | [ 52 ]                                                  | PIRA                                                                         | autonomistisch, irisch-republikanisch, links-nationalistisch                                                | Autobombe                | Britischer Militärstützpunkt (Nordirlandkonflikt)                                       | 0    | 31        |
| 6. Juli 1987       | Lahr/Schwarzwald                     | Baden-Württemberg   | [ 53 ]                                                  |                                                                              | | Sprengstoff              | Kanadischer Militärflughafen                                                            | 0    | 1         |
| 2. November 1987   | Frankfurt am Main                    | Hessen              | Tötungsdelikte an der Startbahn West                    |                                                                              | | Pistole                  | Polizisten                                                                              | 2    | 0         |
| 1. März 1988       | Rosbach vor der Höhe                 | Hessen              | Brandanschlag in Rosbach                                | Sympathisanten der Action Directe                                            | kommunistisch, antiimperialistisch                                                                          | Brandstiftung            | Niederlassung der Renault-Landmaschinen                                                 | 0    | 0         |
| 27. April 1988     | Hedemünden                           | Niedersachsen       | [ 54 ]                                                  |                                                                              | | Sprengstoff              | US-Militär                                                                              | 1    | 0         |
| 13. Juli 1988      | Duisburg                             | Nordrhein-Westfalen | [ 55 ]                                                  | IRA                                                                          | autonomistisch, irisch-republikanisch, katholisch                                                           | Sprengstoff              | Britische Militärkaserne (Nordirlandkonflikt)                                           | 0    | 9         |
| 11. Februar 1989   | Köln                                 | Nordrhein-Westfalen | [ 56 ]                                                  |                                                                              | | Sprengstoff              | Universität, Versammlung                                                                | 0    | 2         |
| 1. September 1989  | Münster                              | Nordrhein-Westfalen | [ 57 ]                                                  | IRA                                                                          | autonomistisch, irisch-republikanisch, katholisch                                                           | Automatische Schusswaffe | Britische Soldaten                                                                      | 0    | 2         |
| 30. November 1989  | Bad Homburg vor der Höhe             | Hessen              | Attentat auf Alfred Herrhausen                          | RAF                                                                          | antiimperialistisch, antikapitalistisch                                                                     | Autobombe                | Alfred Herrhausen                                                                       | 1    | 0         |

## 1990–1999
| Datum/Beginn       | Ort                 | Bundesland             | Artikel, Beleg(e)                             | Täter                             | Politische Ausrichtung                                                                                      | Mittel                                                                                       | Ziel | Tote | Verletzte |
| ------------------ | ------------------- | ---------------------- | --------------------------------------------- | --------------------------------- | --- | -------------------------------------------------------------------------------------------- | --- | ---- | --------- |
| 3. Februar 1990    | Essen               | Nordrhein-Westfalen    | [ 58 ]                                        | RAF                               | antifaschistisch, antiimperialistisch, kommunistisch, maoistisch, marxistisch-leninistisch, antizionistisch | Sprengstoff                                                                                  | Bürogebäude                                                                                                  | 0    | 3         |
| 5. Oktober 1991    | Eisenhüttenstadt    | Brandenburg            | [ 59 ]                                        | Neonazis                          | neonazistisch                                                                                               |                                                                                              | Asylbewerber                                                                                                 | 0    | 1         |
| 11. Oktober 1991   | Greifswald          | Mecklenburg-Vorpommern | [ 60 ]                                        | Neonazis                          | neonazistisch                                                                                               |                                                                                              | Marokkanischer Zivilist                                                                                      | 0    | 1         |
| 11. Oktober 1991   | Profen              | Sachsen-Anhalt         | [ 61 ]                                        | Neonazis                          | neonazistisch                                                                                               | Pistole                                                                                      | Asylbewerberheim                                                                                             | 0    | 1         |
| 12. Oktober 1991   | bei Boffzen         | Niedersachsen          | Polizistenmord von Holzminden                 | Dietmar und Manfred J.            | „allgemeiner Hass auf die Polizei“                                                                          | Automatische Schusswaffe                                                                     | Polizisten                                                                                                   | 2    | 0         |
| 18. Oktober 1991   | Schwedt/Oder        | Brandenburg            | [ 62 ]                                        | Neonazis                          | neonazistisch                                                                                               |                                                                                              | Polnische Zivilisten in Fahrzeug                                                                             | 0    | 4         |
| 22. Oktober 1991   | Trier               | Rheinland-Pfalz        | [ 63 ]                                        | Neonazis                          | neonazistisch                                                                                               |                                                                                              | Afrikanische Zivilisten                                                                                      | 0    | 2         |
| 3. November 1991   | Bonn                | Nordrhein-Westfalen    | [ 64 ]                                        |                                   | | Brandstiftung                                                                                | Migrantenwohnheim                                                                                            | 0    | 10        |
| 14. November 1991  | Leipzig             | Sachsen                | [ 65 ]                                        | Neonazis                          | neonazistisch                                                                                               | Messer                                                                                       | Vietnamesische Familie                                                                                       | 0    | 1         |
| 17. November 1991  | Königs Wusterhausen | Brandenburg            | [ 66 ]                                        | Linksextremisten                  | linksextremistisch                                                                                          | Steine, Baseballschläger                                                                     | Neonazis | 0    | 9         |
| 28. November 1991  |                     | Brandenburg            | [ 67 ]                                        | Neonazis                          | neonazistisch                                                                                               |                                                                                              | Israelische Touristen                                                                                        | 0    | 2         |
| 31. Januar 1992    | Lampertheim         | Hessen                 | [ 68 ] [ 69 ]                                 | 3 Jugendliche                     | rechtsextremistisch, rassistisch                                                                            | Brandstiftung                                                                                | Flüchtlingsheim                                                                                              | 3    | 1         |
| 24. Februar 1992   | Blankenfelde-Mahlow | Brandenburg            | [ 70 ]                                        | Neonazis                          | neonazistisch                                                                                               |                                                                                              | Asylbewerberheim                                                                                             | 0    | 1         |
| 20. April 1992     | Berlin              | Berlin                 | [ 71 ]                                        | Neonazis                          | neonazistisch                                                                                               |                                                                                              | Friedensmarsch                                                                                               | 0    | 12        |
| 11. Mai 1992       | Magdeburg           | Sachsen-Anhalt         | [ 72 ]                                        | Neonazis                          | neonazistisch                                                                                               | Baseballschläger, Stahlrohre, Leuchtkugeln                                                   | Lokal, Torsten Lamprecht                                                                                     | 1    | 7         |
| 29. Mai 1992       | Mönchengladbach     | Nordrhein-Westfalen    | [ 73 ]                                        |                                   | | Messer                                                                                       | Ausländer-Hostel                                                                                             | 0    | 7         |
| 9. Juni 1992       | Nudow               | Brandenburg            | [ 74 ]                                        | Neonazis                          | neonazistisch                                                                                               | Ketten, Messer                                                                               | Campingplatz                                                                                                 | 0    | 2         |
| 15. Juli 1992      | Stuttgart           | Baden-Württemberg      | [ 75 ]                                        | Neonazis                          | neonazistisch                                                                                               |                                                                                              | Gastarbeiter-Herberge                                                                                        | 1    | 1         |
| 22. August 1992    | Rostock             | Mecklenburg-Vorpommern | Ausschreitungen in Rostock-Lichtenhagen       | Neonazis                          | neonazistisch                                                                                               | Betonplatten, Steine, Flaschen, Molotowcocktails, Leuchtraketen, Signalmunition, Schusswaffe | Zentrale Aufnahmestelle für Asylbewerber, Wohnheim für ehemalige vietnamesische Vertragsarbeiter, Polizisten | 0    | 152       |
| 24. August 1992    | Koblenz             | Rheinland-Pfalz        | [ 76 ]                                        | Andy H.                           | rechtsextremistisch, neonazistisch, sozialdarwinistisch                                                     | Pistole                                                                                      | Punks, Junkies, Wohnungslose und sozial Randständige                                                         | 1    | 7         |
| 30. August 1992    | Cottbus             | Brandenburg            | [ 77 ]                                        | Neonazis                          | neonazistisch                                                                                               | Steine, Brandstiftung                                                                        | Polizisten vor Ausländer-Hostel                                                                              | 0    | 1         |
| 7. September 1992  | Halle (Saale)       | Sachsen-Anhalt         | [ 78 ] [ 79 ]                                 | Neonazis                          | neonazistisch                                                                                               | Brandstiftung                                                                                | Vietnamesische Zivilisten                                                                                    | 0    | 7         |
| 12. September 1992 | Hemsbach            | Baden-Württemberg      | [ 80 ]                                        | Neonazis                          | neonazistisch                                                                                               | Brandstiftung                                                                                | Ausländer-Hostel                                                                                             | 0    | 2         |
| 17. September 1992 | Berlin              | Berlin                 | Mykonos-Attentat                              | iranischer Geheimdienst           | | Automatische Schusswaffe                                                                     | Parteimitglieder                                                                                             | 4    | 1         |
| 13. Oktober 1992   | Dresden             | Sachsen                | [ 81 ]                                        | Neonazis                          | neonazistisch                                                                                               |                                                                                              | Polnische Staatsbürger                                                                                       | 0    | 2         |
| 19. Oktober 1992   | Koblenz             | Rheinland-Pfalz        | [ 82 ]                                        | Neonazis                          | neonazistisch                                                                                               | Brandstiftung                                                                                | Ausländer-Hostel                                                                                             | 0    | 1         |
| 22. Oktober 1992   | Lahstedt            | Niedersachsen          | [ 83 ]                                        | Neonazis                          | neonazistisch                                                                                               | Brandstiftung                                                                                | Ausländer-Hostel                                                                                             | 0    | 2         |
| 3. November 1992   | Siegen              | Nordrhein-Westfalen    | [ 84 ]                                        | Neonazis (vermutlich)             | neonazistisch                                                                                               | Autobombe                                                                                    | Britische Staatsbürger                                                                                       | 0    | 2         |
| 5. November 1992   | Wolgast             | Mecklenburg-Vorpommern | [ 85 ]                                        | Neonazis                          | neonazistisch                                                                                               | Knüppel                                                                                      | Südafrikanischer Asylbewerber                                                                                | 0    | 1         |
| 5. November 1992   | Neubrandenburg      | Mecklenburg-Vorpommern | [ 86 ]                                        | Neonazis                          | neonazistisch                                                                                               |                                                                                              | Zivilistin                                                                                                   | 0    | 1         |
| 14. November 1992  | Wuppertal           | Nordrhein-Westfalen    | [ 87 ]                                        | Neonazis (Nationalistische Front) | rechtsextremistisch, neonazistisch, antisemitisch                                                           | Körperliche Gewalt, Lynchmord mittels Feuer                                                  | Karl-Hans Rohn                                                                                               | 1    | 0         |
| 18. November 1992  | Berlin              | Berlin                 | [ 89 ]                                        | Neonazis                          | neonazistisch                                                                                               | Messer                                                                                       | Linke Aktivisten, Silvio Meier                                                                               | 1    | 2         |
| 23. November 1992  | Mölln               | Schleswig-Holstein     | Mordanschlag von Mölln                        | Neonazis                          | neonazistisch                                                                                               | Molotowcocktails                                                                             | Türkische Familie, Wohngebäude                                                                               | 3    | 9         |
| 5. Dezember 1992   | Sindelfingen        | Baden-Württemberg      | [ 90 ]                                        |                                   | | Brandstiftung                                                                                | Asylbewerberheim                                                                                             | 0    | 4         |
| 8. Dezember 1992   | Bamberg             | Bayern                 | [ 91 ]                                        | Neonazis                          | neonazistisch                                                                                               | Messer                                                                                       | Indischer Student                                                                                            | 0    | 1         |
| 23. Dezember 1992  | Köln                | Nordrhein-Westfalen    | [ 92 ]                                        | Neonazis                          | neonazistisch                                                                                               | Brandstiftung                                                                                | Türkische Familie                                                                                            | 0    | 2         |
| 27. März 1993      | Weiterstadt         | Hessen                 | Sprengstoffanschlag gegen die JVA Weiterstadt | RAF                               | linksextremistisch, kommunistisch                                                                           | Sprengstoff                                                                                  | Gefängnis | 0    | 0         |
| 29. Mai 1993       | Solingen            | Nordrhein-Westfalen    | Mordanschlag von Solingen                     | Neonazis                          | neonazistisch                                                                                               | Brandstiftung                                                                                | Türkische Familie, Zweifamilienhaus                                                                          | 5    | 17        |
| 17. November 1993  | Köln                | Nordrhein-Westfalen    | [ 93 ]                                        | Antiimperialistische Zellen       | linksextremistisch                                                                                          | Schusswaffe(n)                                                                               | Sitz des Arbeitgeberverbands Gesamtmetall                                                                    | 0    | 0         |
| 1. Januar 1994     | Bremen              | Bremen                 | [ 94 ]                                        | Neonazis                          | neonazistisch                                                                                               | Steine                                                                                       | Polizeieinheit                                                                                               | 0    | 22        |
| 1. Januar 1994     | Moisburg            | Niedersachsen          | [ 95 ]                                        | Neonazis                          | neonazistisch                                                                                               |                                                                                              | Türkische Einwanderer                                                                                        | 0    | 7         |
| 10. Januar 1994    | Berlin              | Berlin                 | [ 96 ]                                        | Neonazis                          | neonazistisch                                                                                               | Messer                                                                                       | Behinderte Zivilistin                                                                                        | 0    | 1         |
| 20. Februar 1994   | Ulm                 | Baden-Württemberg      | [ 97 ]                                        | Linksextremisten                  | linksextremistisch                                                                                          | Steine                                                                                       | Kundgebung                                                                                                   | 0    | 13        |
| 1. März 1994       | Halle               | Sachsen-Anhalt         | [ 98 ]                                        | Neonazis                          | neonazistisch                                                                                               | Körperliche Gewalt                                                                           | Ghanaischer Flüchtling                                                                                       | 0    | 1         |
| 25. März 1994      | Lübeck              | Schleswig-Holstein     | [ 99 ]                                        |                                   | rechtsextremistisch, neonazistisch, antisemitisch                                                           | Brandanschlag                                                                                | Synagoge | 0    | 0         |
| 7. April 1994      | Stuttgart           | Baden-Württemberg      | [ 100 ]                                       | PKK                               | autonomistisch, kurdisch-sozialistisch                                                                      | Messer                                                                                       | Polizeieinheit                                                                                               | 0    | 3         |
| 18. April 1994     | Göttingen           | Niedersachsen          | [ 101 ]                                       | Neonazis                          | neonazistisch                                                                                               | Axt                                                                                          | Israelischer Staatsbürger                                                                                    | 0    | 1         |
| 23. April 1994     | Hoyerswerda         | Sachsen                | [ 102 ]                                       | Neonazis                          | neonazistisch                                                                                               |                                                                                              | Vietnamesischer Flüchtling                                                                                   | 0    | 1         |
| 12. Mai 1994       | Magdeburg           | Sachsen-Anhalt         | [ 103 ]                                       | Neonazis                          | neonazistisch                                                                                               | Steine, Knüppel                                                                              | 5 Afrikaner                                                                                                  | 0    | 2         |
| 12. Mai 1994       | Magdeburg           | Sachsen-Anhalt         | [ 104 ]                                       | Neonazis                          | neonazistisch                                                                                               | Messer                                                                                       | Türkische Touristen                                                                                          | 0    | 6         |
| 19. Mai 1994       | Siegburg            | Nordrhein-Westfalen    | [ 105 ]                                       | Neonazis                          | neonazistisch                                                                                               |                                                                                              | Buspassagiere                                                                                                | 0    | 2         |
| 23. Juli 1994      | Unbekannt           | Niedersachsen          | [ 106 ]                                       | PKK (vermutlich)                  | autonomistisch, kurdisch-sozialistisch                                                                      | Brandstiftung                                                                                | Bar | 0    | 3         |
| 11. August 1994    | Singen              | Baden-Württemberg      | [ 107 ]                                       | PKK (vermutlich)                  | autonomistisch, kurdisch-sozialistisch                                                                      | Brandstiftung                                                                                | Türkische Gebetsräumlichkeiten                                                                               | 0    | 1         |
| 21. August 1994    | Gotha               | Thüringen              | [ 108 ]                                       |                                   | |                                                                                              | Aserbaidschanischer Staatsbürger                                                                             | 0    | 1         |
| 22. September 1994 | Oranienburg         | Brandenburg            | [ 109 ]                                       | Neonazis                          | neonazistisch                                                                                               | Messer                                                                                       | Ghanaischer Zivilist                                                                                         | 0    | 1         |
| 27. September 1994 | Mannheim            | Baden-Württemberg      | [ 110 ]                                       |                                   | |                                                                                              | Stadthalle                                                                                                   | 0    | 1         |
| 8. Oktober 1994    | Berlin              | Berlin                 | [ 111 ]                                       | Neonazis                          | neonazistisch                                                                                               |                                                                                              | U-Bahn-Passagiere                                                                                            | 0    | 3         |
| 9. Oktober 1994    | Magdeburg           | Sachsen-Anhalt         | [ 112 ]                                       | Neonazis                          | neonazistisch                                                                                               | Stichwaffe                                                                                   | Afrikanische Asylbewerber                                                                                    | 0    | 4         |
| 6. November 1994   | Stuttgart           | Baden-Württemberg      | [ 113 ]                                       |                                   | | Messer                                                                                       | Polizei | 0    | 1         |
| 15. November 1994  | Hamburg             | Hamburg                | [ 114 ]                                       | PKK                               | autonomistisch, kurdisch-sozialistisch                                                                      | Steine                                                                                       | Polizei | 0    | 5         |
| 27. November 1994  | Bad Freienwalde     | Brandenburg            | [ 115 ]                                       | Das K.O.M.I.T.E.E.                | linksextremistisch                                                                                          | Brandstiftung                                                                                | Kreiswehrersatzamt                                                                                           | 0    | 0         |
| 28. November 1994  | Bremen              | Bremen                 | [ 116 ]                                       | PKK                               | autonomistisch, kurdisch-sozialistisch                                                                      | Brandstiftung                                                                                | Türkischer Sportverein                                                                                       | 0    | 3         |
| 12. Februar 1995   | Velbert             | Nordrhein-Westfalen    | [ 117 ]                                       | Rechtsextremisten                 | rechtsextremistisch, nationalsozialistisch                                                                  | Messer                                                                                       | Obdachloser                                                                                                  | 1    | 0         |
| 20. Februar 1995   | Greifswald          | Mecklenburg-Vorpommern | [ 118 ]                                       | Rechtsextremisten                 | rechtsextremistisch, nationalsozialistisch                                                                  |                                                                                              | Chinesische Wirtschaftsdelegation                                                                            | 0    | 1         |
| 8. März 1995       | Gladbeck            | Nordrhein-Westfalen    | [ 119 ]                                       |                                   | | Brandstiftung                                                                                | Türkische Wohnhäuser                                                                                         | 0    | 1         |
| 29. März 1995      | Herrenberg          | Baden-Württemberg      | [ 120 ]                                       | PKK (vermutlich)                  | autonomistisch, kurdisch-sozialistisch                                                                      | Brandstiftung                                                                                | Türkisches Restaurant                                                                                        | 0    | 4         |
| 13. Juni 1995      | Lübeck              | Schleswig-Holstein     | [ 121 ]                                       | Franz Fuchs                       | rechtsextremistisch                                                                                         | Briefbombe                                                                                   | Bürgermeister Dietrich Szameit (SPD)                                                                         | 0    | 1         |
| 17. Juli 1995      | Seligenstadt        | Hessen                 | [ 122 ]                                       |                                   | | Brandstiftung                                                                                | Türkisches Geschäft                                                                                          | 0    | 1         |
| 26. Juli 1995      | Hamburg             | Hamburg                | [ 123 ]                                       | PKK                               | autonomistisch, kurdisch-sozialistisch                                                                      | Brandstiftung                                                                                | Türkisches Kulturzentrum                                                                                     | 0    | 2         |
| 28. Juli 1995      | Köln                | Nordrhein-Westfalen    | [ 124 ] [ 125 ]                               | Einzeltäter                       | unklar | Geiselnahme                                                                                  | Stadtrundfahrtbus                                                                                            | 3    | 3         |
| 18. Januar 1996    | Lübeck              | Schleswig-Holstein     | Lübecker Brandanschlag                        | Neonazis (vermutlich)             | neonazistisch, xenophob                                                                                     | Brandstiftung                                                                                | Asylbewerberheim                                                                                             | 10   | 55        |
| 9. April 1996      | Essen               | Nordrhein-Westfalen    | [ 126 ]                                       |                                   | | Messer                                                                                       | Türkische Zivilistin                                                                                         | 0    | 1         |
| 10. April 1996     | Zwickau             | Sachsen                | [ 127 ]                                       |                                   | |                                                                                              | Türkisches Geschäft                                                                                          | 0    | 3         |
| 23. Juli 1996      | Bremen              | Bremen                 | [ 128 ]                                       |                                   | | Brandstiftung                                                                                | Türkischer Verein                                                                                            | 0    | 1         |
| 5. Februar 1997    | Göppingen           | Baden-Württemberg      | [ 129 ]                                       |                                   | | Brandstiftung                                                                                | Türkisches Kulturzentrum                                                                                     | 0    | 2         |
| 21. Juli 1997      | Essen               | Nordrhein-Westfalen    | [ 130 ]                                       |                                   | | Brandstiftung                                                                                | Asylbewerberheim                                                                                             | 0    | 21        |
| 8. August 1997     | Friedrichshafen     | Baden-Württemberg      | [ 131 ]                                       | Neonazis                          | neonazistisch                                                                                               | Baseballschläger                                                                             | Camper | 0    | 2         |
| 9. März 1999       | Saarbrücken         | Saarland               | Anschlag auf die Wehrmachtsausstellung        | NSU (vermutlich)                  | rechtsextremistisch, neonazistisch                                                                          | Sprengstoff                                                                                  | Wehrmachtsausstellung                                                                                        | 0    | 0         |
| 30. Juni 1999      | Stuttgart           | Baden-Württemberg      | [ 132 ]                                       |                                   | | Brandbomben                                                                                  | Gebäude | 0    | 1         |
| 23. Juli 1999      | München             | Bayern                 | [ 133 ]                                       |                                   | | Sprengstoff                                                                                  | Türkisches Reisebüro                                                                                         | 0    | 2         |

## 2000–2009
| Datum/Beginn      | Ort                   | Bundesland             | Artikel, Beleg(e)                            | Täter                          | Politische Ausrichtung                                    | Mittel                   | Ziel                                                                                         | Tote | Verletzte |
| ----------------- | --------------------- | ---------------------- | -------------------------------------------- | ------------------------------ | --------------------------------------------------------- | ------------------------ | -------------------------------------------------------------------------------------------- | ---- | --------- |
| 29. April 2000    | Hamburg               | Hamburg                | [ 134 ]                                      |                                |                                                           | Handgranate              | Diskothek, Zivilisten                                                                        | 0    | 9         |
| 14. Juni 2000     | Dortmund, Waltrop     | Nordrhein-Westfalen    | Polizistenmorde von Dortmund und Waltrop     | Michael Berger                 | rechtsextremistisch, neonazistisch                        |                          | Polizisten                                                                                   | 4    | 1         |
| 16. Juli 2000     | Ludwigshafen am Rhein | Rheinland-Pfalz        | [ 135 ]                                      |                                |                                                           | Brandstiftung            | Flüchtlingsheim                                                                              | 0    | 3         |
| 27. Juli 2000     | Düsseldorf            | Nordrhein-Westfalen    | Sprengstoffanschlag in Düsseldorf            |                                | rechtsextremistisch, antislawismus, neonazistisch         | Rohrbombe                | S-Bahnhof Düsseldorf-Wehrhahn, Fremdsprachenstudenten (Schwangere verliert ungeborenes Kind) | 1    | 10        |
| 20. August 2000   | Eisenhüttenstadt      | Brandenburg            | [ 138 ]                                      | Neonazis (vermutlich)          | neonazistisch                                             | Rauchbombe               | Asylbewerberheim                                                                             | 0    | 7         |
| 9. September 2000 | Nürnberg              | Bayern                 | NSU-Mordserie                                | NSU                            | rechtsextremistisch, neonazistisch, rassistisch, xenophob | Pistole                  | Türkischer Blumenhändler (Enver Şimşek)                                                      | 1    | 0         |
| 8. Oktober 2000   | Neu-Isenburg          | Hessen                 | [ 139 ]                                      | Rechtsextremisten (vermutlich) | rechtsextremistisch, rassistisch                          |                          |                                                                                              | 2    | 0         |
| 19. Januar 2001   | Köln                  | Nordrhein-Westfalen    | [ 140 ]                                      | NSU                            | rechtsextremistisch, neonazistisch, rassistisch, xenophob | Sprengfalle              | Lebensmittelmarkt                                                                            | 0    | 1         |
| 24. Mai 2001      | Leipzig               | Sachsen                | [ 141 ]                                      | Skinheads                      |                                                           | Stichwaffe(n)            | Italienische Zivilistin                                                                      | 0    | 2         |
| 24. Mai 2001      | Hannover              | Niedersachsen          | [ 142 ]                                      | Skinheads                      |                                                           | Stichwaffe(n)            | Iranische Zivilisten                                                                         | 0    | 1         |
| 13. Juni 2001     | Nürnberg              | Bayern                 | NSU-Mordserie                                | NSU                            | rechtsextremistisch, neonazistisch, rassistisch, xenophob | Pistole                  | Türkischer Schneider (Abdurrahim Özüdoğru)                                                   | 1    | 0         |
| 27. Juni 2001     | Hamburg               | Hamburg                | NSU-Mordserie                                | NSU                            | rechtsextremistisch, neonazistisch, rassistisch, xenophob | Pistole                  | Türkischer Gemüsehändler (Süleyman Taşköprü)                                                 | 1    | 0         |
| 17. August 2001   | Cham (Oberpfalz)      | Bayern                 | [ 143 ]                                      | Neonazis                       | neonazistisch                                             | Stichwaffe(n)            | Asylbewerber                                                                                 | 0    | 2         |
| 29. August 2001   | München               | Bayern                 | NSU-Mordserie                                | NSU                            | rechtsextremistisch, neonazistisch, rassistisch, xenophob | Pistole                  | Türkischer Gemüsehändler (Habil Kılıç)                                                       | 1    | 0         |
| 7. Oktober 2003   | Overath               | Nordrhein-Westfalen    | [ 144 ]                                      | Thomas Adolf                   | rechtsextremistisch, neonazistisch                        | Pumpgun                  | Anwaltsfamilie                                                                               | 3    | 0         |
| 21. Februar 2004  | Pasewalk              | Mecklenburg-Vorpommern | [ 145 ]                                      | Neonazis                       | neonazistisch, xenophob                                   | Reizgas                  | Griechisches Restaurant                                                                      | 0    | 3         |
| 25. Februar 2004  | Rostock               | Mecklenburg-Vorpommern | NSU-Mordserie                                | NSU                            | rechtsextremistisch, neonazistisch, rassistisch, xenophob | Pistole                  | Türkischer Angestellter (Mehmet Turgut)                                                      | 1    | 0         |
| 9. Juni 2004      | Köln                  | Nordrhein-Westfalen    | Nagelbombenanschlag in Köln                  | NSU                            | rechtsextremistisch, neonazistisch, rassistisch, xenophob | Ferngezündete Nagelbombe | Türkisches Geschäftszentrum, Türkische Zivilisten                                            | 0    | 22        |
| 9. Juni 2005      | Nürnberg              | Bayern                 | NSU-Mordserie                                | NSU                            | rechtsextremistisch, neonazistisch, rassistisch, xenophob | Pistole                  | Türkischer Geschäftsinhaber (İsmail Yaşar)                                                   | 1    | 0         |
| 15. Juni 2005     | München               | Bayern                 | NSU-Mordserie                                | NSU                            | rechtsextremistisch, neonazistisch, rassistisch, xenophob | Pistole                  | Griechischer Schlosser (Theodoros Boulgarides)                                               | 1    | 0         |
| 1. März 2006      | Rheda-Wiedenbrück     | Nordrhein-Westfalen    | [ 147 ] [ 148 ] [ 149 ]                      | NSU (vermutlich)               | rechtsextremistisch, neonazistisch, rassistisch, xenophob | Pistole                  | Türke vor türkischer Moschee                                                                 | 1    | 0         |
| 4. April 2006     | Dortmund              | Nordrhein-Westfalen    | NSU-Mordserie                                | NSU                            | rechtsextremistisch, neonazistisch, rassistisch, xenophob | Pistole                  | Türkischer Geschäftsinhaber (Mehmet Kubaşık)                                                 | 1    | 0         |
| 6. April 2006     | Kassel                | Hessen                 | NSU-Mordserie                                | NSU                            | rechtsextremistisch, neonazistisch, rassistisch, xenophob | Pistole                  | Türkischer Internetcafé-Inhaber (Halit Yozgat)                                               | 1    | 0         |
| 31. Juli 2006     | Köln                  | Nordrhein-Westfalen    | Versuchte Bombenanschläge vom 31. Juli 2006  | al-Qaida                       | islamistisch                                              | 2 Kofferbomben           | Eisenbahnzug, Zivilisten                                                                     | 0    | 0         |
| 2. Februar 2007   | Dortmund              | Nordrhein-Westfalen    | [ 151 ] [ 152 ]                              | Combat 18                      | nationalsozialistisch, rassistisch                        | Schusswaffe              | Tunesier in Aldi-Filiale                                                                     | 1    | 0         |
| 25. April 2007    | Heilbronn             | Baden-Württemberg      | Polizistenmord von Heilbronn                 | NSU                            | rechtsextremistisch, neonazistisch, rassistisch, xenophob | Pistole                  | Polizisten                                                                                   | 1    | 1         |
| September 2008    | Köln                  | Nordrhein-Westfalen    | Mordanschlag auf eine Kölner Polizeistreife. | Drei Minderjährige             | islamistisch                                              |                          | Polizisten                                                                                   | 0    | 0         |

## 2010–2019
| Datum/Beginn                    | Ort                                                            | Bundesland                                                           | Artikel, Beleg(e)                                                               | Täter | Politische Ausrichtung                                              | Mittel                                                                                         | Ziel                                                             | Tote | Verletzte |
| ------------------------------- | -------------------------------------------------------------- | -------------------------------------------------------------------- | ------------------------------------------------------------------------------- | --- | ------------------------------------------------------------------- | ---------------------------------------------------------------------------------------------- | ---------------------------------------------------------------- | ---- | --------- |
| 2. März 2011                    | Frankfurt am Main                                              | Hessen                                                               | Anschlag Frankfurter Flughafen                                                  | Arid Uka | islamistisch                                                        | Pistole                                                                                        | US-Soldaten                                                      | 2    | 2         |
| Oktober 2011                    | Berlin                                                         | Berlin                                                               | Brandanschläge in Berlin 2011                                                   | „Hekla-Empfangskomitee – Initiative für mehr gesellschaftliche Eruptionen“, benannt nach dem isländischen Vulkan Hekla | links-militante deutsche Gruppe (vermutlich)                        | Brandsätze                                                                                     | Deutsche Bahn / Nahverkehr in Berlin                             | 0    | 0         |
| 10. Juni 2011                   | Dresden                                                        | Sachsen                                                              | [ 155 ]                                                                         | |                                                                     | Sprengstoff                                                                                    | IKEA-Filiale                                                     | 0    | 2         |
| 5. Mai 2012                     | Bonn                                                           | Nordrhein-Westfalen                                                  | [ 156 ] [ 157 ]                                                                 | | islamistisch (salafistisch)                                         | Messer                                                                                         | Kundgebung der rechtsextremen Splitterpartei Pro NRW, Polizisten | 0    | 2         |
| 10. Dezember 2012               | Bonn                                                           | Nordrhein-Westfalen                                                  | Sprengsatzfund am Bonner Hauptbahnhof 2012                                      | Marco G. | islamistisch (salafistisch)                                         | Sprengsatz                                                                                     | Bonner Hauptbahnhof                                              | 0    | 0         |
| 2. Januar 2014                  | Berlin                                                         | Berlin                                                               | [ 159 ]                                                                         | |                                                                     | Brandstiftung                                                                                  | Fahrzeuge türkischer Diplomaten                                  | 0    | 0         |
| 2. Juli 2014                    | Berlin                                                         | Berlin                                                               | [ 160 ]                                                                         | Verschwörung der Feuerzellen                                                                                           | linksextremistisch, anarchistisch                                   | Brandstiftung                                                                                  | Fahrzeug eines griechischen Diplomaten                           | 0    | 0         |
| 29. Juli 2014                   | Wuppertal                                                      | Nordrhein-Westfalen                                                  | [ 161 ]                                                                         | |                                                                     | Molotowcocktails                                                                               | Synagoge                                                         | 0    | 0         |
| 10. August 2014                 | Bielefeld                                                      | Nordrhein-Westfalen                                                  | [ 162 ]                                                                         | |                                                                     | Brandstiftung                                                                                  | Moschee                                                          | 0    | 0         |
| 11. August 2014                 | Berlin                                                         | Berlin                                                               | [ 163 ]                                                                         | |                                                                     | Brandstiftung                                                                                  | Moschee                                                          | 0    | 0         |
| 25. August 2014                 | Berlin                                                         | Berlin                                                               | [ 164 ]                                                                         | Neonazis | neonazistisch                                                       | Brandbombe                                                                                     | CDU-Hauptquartier                                                | 0    | 0         |
| 30. August 2014                 | Oldenburg                                                      | Niedersachsen                                                        | [ 166 ]                                                                         | |                                                                     | Brandstiftung                                                                                  | Moschee                                                          | 0    | 0         |
| 4. September 2014               | Mölln                                                          | Schleswig-Holstein                                                   | [ 167 ]                                                                         | |                                                                     | Brandstiftung                                                                                  | Moschee                                                          | 0    | 0         |
| 29. September 2014              | Berlin                                                         | Berlin                                                               | [ 168 ]                                                                         | Neonazis (vermutlich)                                                                                                  | neonazistisch                                                       | Molotowcocktail                                                                                | Reichstagsgebäude                                                | 0    | 0         |
| 11. Oktober 2014                | Bad Salzuflen                                                  | Nordrhein-Westfalen                                                  | [ 169 ]                                                                         | Jesidische Extremisten                                                                                                 |                                                                     | Brandstiftung                                                                                  | Moschee                                                          | 0    | 0         |
| 12. Oktober 2014                | Sanitz                                                         | Mecklenburg-Vorpommern                                               | [ 170 ]                                                                         | |                                                                     | Brandstiftung                                                                                  | Flüchtlingsunterkunft                                            | 0    | 0         |
| 12. Dezember 2014               | Vorra                                                          | Bayern                                                               | [ 171 ]                                                                         | Freies Netz Süd | neonazistisch                                                       | Brandstiftung                                                                                  | Flüchtlingsunterkunft                                            | 0    | 0         |
| 11. Januar 2015                 | Hamburg-Altona                                                 | Hamburg                                                              | Motiv der Rache für die Solidarität der Hamburger Morgenpost mit Charlie Hebdo. | Islamisten | islamistisch                                                        | Brandanschläge                                                                                 | Schule, MOPO-Archiv                                              | 0    | 0         |
| 28. Juni 2015                   | Meißen                                                         | Sachsen                                                              | [ 173 ]                                                                         | |                                                                     | Brandstiftung                                                                                  | Flüchtlingsheim                                                  | 0    | 0         |
| 29. Juni 2015                   | Lübeck                                                         | Schleswig-Holstein                                                   | [ 174 ]                                                                         | |                                                                     | Brandstiftung                                                                                  | Geplantes Flüchtlingsheim                                        | 0    | 0         |
| 12. Juli 2015                   | Böhlen                                                         | Sachsen                                                              | [ 175 ]                                                                         | |                                                                     | Schusswaffen                                                                                   | Flüchtlingsheim                                                  | 0    | 0         |
| 13. August 2015                 | Jamel                                                          | Mecklenburg-Vorpommern                                               | [ 176 ]                                                                         | Rechtsextremisten | rechtsextremistisch, neonazistisch                                  | Brandstiftung                                                                                  | Scheune von Birgit und Horst Lohmeyer                            | 0    | 0         |
| 15. Juli 2015                   | Reichertshofen                                                 | Bayern                                                               | [ 177 ]                                                                         | Der III. Weg | rechtsextremistisch, neonazistisch, nationalistisch                 | Brandstiftung                                                                                  | Flüchtlingsheim                                                  | 0    | 0         |
| 20. August 2015                 | Berlin                                                         | Berlin                                                               | [ 178 ]                                                                         | |                                                                     | Brandstiftung                                                                                  | Flüchtlingsheim                                                  | 0    | 0         |
| 21. August 2015                 | Neustadt an der Waldnaab                                       | Bayern                                                               | [ 179 ]                                                                         | |                                                                     | Brandstiftung                                                                                  | Flüchtlingsheim                                                  | 0    | 0         |
| 24. August 2015                 | Weissach im Tal                                                | Baden-Württemberg                                                    | [ 180 ]                                                                         | |                                                                     | Brandstiftung                                                                                  | Geplantes Flüchtlingsheim                                        | 0    | 0         |
| 25. August 2015                 | Leipzig                                                        | Sachsen                                                              | [ 181 ]                                                                         | |                                                                     | Brandstiftung                                                                                  | Geplantes Flüchtlingsheim                                        | 0    | 0         |
| 25. August 2015                 | Nauen                                                          | Brandenburg                                                          | [ 182 ]                                                                         | Rechtsextremisten | rechtsextremistisch                                                 | Brandstiftung                                                                                  | Geplantes Flüchtlingsheim                                        | 0    | 0         |
| 28. August 2015                 | Salzhemmendorf                                                 | Niedersachsen                                                        | [ 183 ]                                                                         | Rechtsextremisten (vermutlich)                                                                                         | rechtsextremistisch                                                 | Brandstiftung                                                                                  | Flüchtlingsheim                                                  | 0    | 0         |
| 4. September 2015               | Heppenheim                                                     | Hessen                                                               | [ 184 ]                                                                         | |                                                                     | Brandstiftung                                                                                  | Flüchtlingsheim                                                  | 0    | 5         |
| 7. September 2015               | Rottenburg am Neckar                                           | Baden-Württemberg                                                    | [ 185 ]                                                                         | |                                                                     | Brandstiftung                                                                                  | Flüchtlingsheim                                                  | 0    | 0         |
| 7. September 2015               | Ebeleben                                                       | Thüringen                                                            | [ 186 ]                                                                         | |                                                                     | Brandstiftung                                                                                  | Geplantes Flüchtlingsheim                                        | 0    | 0         |
| 9. September 2015               | Gersheim                                                       | Saarland                                                             | [ 187 ]                                                                         | |                                                                     | Brandstiftung                                                                                  | Geplantes Flüchtlingsheim                                        | 0    | 0         |
| 10. September 2015              | Bielefeld                                                      | Nordrhein-Westfalen                                                  | [ 188 ]                                                                         | PKK | autonomistisch kurdisch, sozialistisch                              |                                                                                                | Moschee                                                          | 0    | 0         |
| 11. September 2015              | Gerstungen                                                     | Thüringen                                                            | [ 189 ]                                                                         | |                                                                     | Brandstiftung                                                                                  | Geplantes Flüchtlingsheim                                        | 0    | 0         |
| 17. September 2015              | Berlin                                                         | Berlin                                                               | [ 190 ] [ 191 ]                                                                 | Rafik Yousef | islamistisch                                                        | Messer                                                                                         | Polizisten                                                       | 1    | 1         |
| 19. September 2015              | Neuhardenberg                                                  | Brandenburg                                                          | [ 192 ]                                                                         | |                                                                     | Brandstiftung                                                                                  | Fahrzeuge einer Willkommensinitiative für Flüchtlinge            | 0    | 0         |
| 19. September 2015              | Freital                                                        | Sachsen                                                              | [ 193 ]                                                                         | Bürgerwehr Freital | rechtsextremistisch                                                 | Sprengstoff                                                                                    | Flüchtlingsheim                                                  | 0    | 0         |
| 19. September 2015              | Wertheim                                                       | Baden-Württemberg                                                    | [ 194 ]                                                                         | |                                                                     | Brandstiftung                                                                                  | Flüchtlingsheim                                                  | 0    | 2         |
| 19. September 2015              | nahe Laage                                                     | Mecklenburg-Vorpommern                                               | [ 195 ]                                                                         | |                                                                     | Brandstiftung                                                                                  | Geplantes Flüchtlingsheim                                        | 0    | 0         |
| 3. Oktober 2015                 | Bischhagen                                                     | Thüringen                                                            | [ 196 ]                                                                         | |                                                                     | Brandstiftung                                                                                  | Geplantes Flüchtlingsheim                                        | 0    | 0         |
| 3. Oktober 2015                 | Großhartmannsdorf                                              | Sachsen                                                              | [ 197 ]                                                                         | |                                                                     | Brandstiftung                                                                                  | Flüchtlingsheim                                                  | 0    | 0         |
| 4. Oktober 2015                 | Friemar                                                        | Thüringen                                                            | [ 198 ]                                                                         | Rechtsextremisten | rechtsextremistisch                                                 | Brandstiftung                                                                                  | Toiletten vor Flüchtlingsheim                                    | 0    | 0         |
| 11. Oktober 2015                | Altena                                                         | Nordrhein-Westfalen                                                  | [ 199 ]                                                                         | |                                                                     | Brandstiftung                                                                                  | Flüchtlingsheim                                                  | 0    | 0         |
| 16. Oktober 2015                | Flensburg                                                      | Schleswig-Holstein                                                   | [ 200 ]                                                                         | |                                                                     | Brandstiftung                                                                                  | Flüchtlingsheim                                                  | 0    | 0         |
| 17. Oktober 2015                | Köln                                                           | Nordrhein-Westfalen                                                  | Attentat auf Henriette Reker                                                    | Frank S. | rechtsextremistisch, neonazistisch, rassistisch                     | Messer                                                                                         | Henriette Reker                                                  | 0    | 5         |
| 28. Oktober 2015                | Dresden                                                        | Sachsen                                                              | [ 201 ]                                                                         | |                                                                     | 4 Molotowcocktails                                                                             | Geplante Flüchtlingsunterkunft                                   | 0    | 0         |
| 31. Oktober 2015                | Cossebaude                                                     | Sachsen                                                              | [ 202 ]                                                                         | |                                                                     | Brandstiftung                                                                                  | Geplante Flüchtlingsunterkunft                                   | 0    | 0         |
| 31. Oktober 2015                | Magdeburg                                                      | Sachsen-Anhalt                                                       | [ 203 ]                                                                         | |                                                                     | Baseballschläger                                                                               | Syrische Flüchtlinge                                             | 0    | 3         |
| 31. Oktober 2015                | Wismar                                                         | Mecklenburg-Vorpommern                                               | [ 204 ]                                                                         | |                                                                     | Baseballschläger                                                                               | Syrische Flüchtlinge vor Asylbewerberheim                        | 0    | 2         |
| 1. November 2015                | Sehnde                                                         | Niedersachsen                                                        | [ 205 ]                                                                         | |                                                                     | Molotowcocktail                                                                                | Flüchtlingsheim                                                  | 0    | 0         |
| 1. November 2015                | Jena                                                           | Thüringen                                                            | [ 206 ]                                                                         | |                                                                     |                                                                                                | Asylbewerber an Tram-Haltestelle                                 | 0    | 1         |
| 1. November 2015                | Freital                                                        | Sachsen                                                              | [ 207 ]                                                                         | Bürgerwehr Freital | rechtsextremistisch                                                 | Sprengsatz                                                                                     | Flüchtlingsheim                                                  | 0    | 1         |
| 2. November 2015                | Lampertheim                                                    | Hessen                                                               | [ 208 ]                                                                         | |                                                                     | Brandstiftung                                                                                  | Flüchtlingsheim                                                  | 0    | 0         |
| 15. November 2015               | Trassenheide                                                   | Mecklenburg-Vorpommern                                               | [ 209 ]                                                                         | |                                                                     | Brandstiftung                                                                                  | Geplante Flüchtlingsunterkunft                                   | 0    | 0         |
| 22. November 2015               | Johanngeorgenstadt                                             | Sachsen                                                              | [ 210 ]                                                                         | |                                                                     | Brandstiftung                                                                                  | Geplante Flüchtlingsunterkunft                                   | 0    | 0         |
| 28. November 2015               | Münster                                                        | Nordrhein-Westfalen                                                  | [ 211 ]                                                                         | |                                                                     | Brandstiftung                                                                                  | Türkisches Konsulat                                              | 0    | 0         |
| 2. Dezember 2015                | Achtum                                                         | Niedersachsen                                                        | [ 212 ]                                                                         | Animal Liberation Front                                                                                                |                                                                     | Brandstiftung                                                                                  | Clubhaus                                                         | 0    | 0         |
| 7. Dezember 2015                | Altenburg                                                      | Thüringen                                                            | [ 213 ]                                                                         | |                                                                     | Brandstiftung                                                                                  | Flüchtlingsheim                                                  | 0    | 10        |
| 9. Dezember 2015                | Heide                                                          | Schleswig-Holstein                                                   | [ 214 ]                                                                         | |                                                                     | Brandstiftung                                                                                  | Asylbewerberheim                                                 | 0    | 0         |
| 13. Dezember 2015               | Augsburg                                                       | Bayern                                                               | [ 215 ]                                                                         | |                                                                     | versuchte Brandstiftung                                                                        | Flüchtlingsheim                                                  | 0    | 0         |
| 14. Dezember 2015               | Pirna                                                          | Sachsen                                                              | [ 216 ]                                                                         | |                                                                     | Molotowcocktail                                                                                | Geplante Flüchtlingsunterkunft                                   | 0    | 0         |
| 20. Dezember 2015               | Godendorf                                                      | Mecklenburg-Vorpommern                                               | [ 217 ]                                                                         | |                                                                     | Molotowcocktail                                                                                | Flüchtlingsheim                                                  | 0    | 0         |
| 20. Dezember 2015               | Tutow                                                          | Mecklenburg-Vorpommern                                               | [ 218 ]                                                                         | |                                                                     | Brandstiftung                                                                                  | Flüchtlingsheim                                                  | 0    | 0         |
| 24. Dezember 2015               | Wallerstein                                                    | Bayern                                                               | [ 219 ] [ 220 ]                                                                 | 22-Jähriger |                                                                     | Brandstiftung                                                                                  | Wohngebäude                                                      | 0    | 12        |
| 24. Dezember 2015               | Schwäbisch Gmünd                                               | Baden-Württemberg                                                    | [ 221 ]                                                                         | |                                                                     | Brandstiftung                                                                                  | Geplantes Flüchtlingsheim                                        | 0    | 0         |
| 26. Dezember 2015               | Schlettau                                                      | Sachsen                                                              | [ 222 ]                                                                         | |                                                                     | Brandstiftung                                                                                  | Geplante Flüchtlingsunterkunft                                   | 0    | 0         |
| 31. Dezember 2015               | nahe Hannover                                                  | Niedersachsen                                                        | [ 223 ]                                                                         | |                                                                     | Brandstiftung                                                                                  | Flüchtlingsunterkunft                                            | 0    | 0         |
| 1. Januar 2016                  | Nürnberg                                                       | Bayern                                                               | [ 224 ]                                                                         | Betrunkener | antisemitisch                                                       | körperliche Gewalt                                                                             | Passant in U-Bahnhof                                             | 0    | 1         |
| 11. Januar 2016                 | Connewitz                                                      | Sachsen                                                              | Überfall auf Connewitz                                                          | ca. 250. Neonazis, Hooligans, Kampfsportler                                                                            | rechtsextremistisch, neonazistisch                                  | Äxte, Stahlruten, Eisenstangen, Holzlatten, Teleskopschlagstöcke, Böller, CS-Gas, Pfefferspray | Schaufenster und Geschäfte                                       | 0    | unbekannt |
| 17. Januar 2016                 | Altenberg (Erzgebirge)                                         | Sachsen                                                              | [ 225 ]                                                                         | 31-jähriger Mann mit Hitlerbart und Stahlhelm mit aufgemaltem Hakenkreuz                                               | xenophob                                                            | körperliche Gewalt                                                                             | Afghanische Flüchtlinge                                          | 0    | 1         |
| 25. Januar 2016                 | Witten                                                         | Nordrhein-Westfalen                                                  | [ 226 ] [ 227 ]                                                                 | |                                                                     | Brandstiftung                                                                                  | 2 Gebäude nahe geplantem Flüchtlingsheim                         | 0    | 0         |
| 30. Januar 2016                 | Chemnitz                                                       | Sachsen                                                              | [ 228 ]                                                                         | |                                                                     |                                                                                                | Flüchtlingsunterkunft                                            | 0    | 0         |
| 30. Januar 2016                 | Leipzig                                                        | Sachsen                                                              | [ 229 ]                                                                         | |                                                                     |                                                                                                | Flüchtlingsunterkunft                                            | 0    | 0         |
| 2. Februar 2016                 | Oberhausen                                                     | Nordrhein-Westfalen                                                  | [ 230 ]                                                                         | |                                                                     | Brandstiftung                                                                                  | im Bau befindliche Flüchtlingsunterkunft                         | 0    | 0         |
| 5. Februar 2016                 | Hannover                                                       | Niedersachsen                                                        | [ 231 ]                                                                         | Saleh S. | islamistisch                                                        | 2 Molotowcocktails                                                                             | Einkaufszentrum                                                  | 0    | 0         |
| 20. Februar 2016                | Bautzen                                                        | Sachsen                                                              | [ 232 ]                                                                         | |                                                                     | Brandstiftung                                                                                  | Geplante Flüchtlingsunterkunft                                   | 0    | 0         |
| 26. Februar 2016                | Hannover                                                       | Niedersachsen                                                        | [ 233 ]                                                                         | Safia S. (vermutlich IS)                                                                                               | islamistisch (salafistisch, wahhabitisch)                           | Messer                                                                                         | Bundespolizisten                                                 | 0    | 1         |
| 16. April 2016                  | Essen                                                          | Nordrhein-Westfalen                                                  | Anschlag in Essen 2016                                                          | Yussuf T., Mohammed B.                                                                                                 | islamistisch                                                        | Sprengsatz                                                                                     | Sikh-Tempel                                                      | 0    | 3         |
| 18. Juli 2016                   | nahe Würzburg                                                  | Bayern                                                               | Anschlag in Regionalbahn                                                        | Muhammad Riyad / Riaz Khan Ahmadzai (IS)                                                                               | islamistisch (salafistisch, wahhabitisch)                           | Axt, Messer                                                                                    | Eisenbahnzug, Zivilisten, Touristen aus Hongkong                 | 1    | 5         |
| 22. Juli 2016                   | München                                                        | Bayern                                                               | Anschlag in München 2016                                                        | David S. | rechtsextremistisch, xenophob                                       | Pistole                                                                                        | Olympia-Einkaufszentrum, Zivilisten mit Migrationshintergrund    | 10   | 36        |
| 24. Juli 2016                   | Ansbach                                                        | Bayern                                                               | Sprengstoffanschlag von Ansbach                                                 | Mohammad Daleel (IS)                                                                                                   | islamistisch (salafistisch, wahhabitisch)                           | Selbstmordattentäter                                                                           | Musikfestival                                                    | 1    | 15        |
| 4. August 2016                  | Berlin                                                         | Berlin                                                               | [ 237 ]                                                                         | |                                                                     | Brandstiftung                                                                                  | CDU-Wahlkampfbus                                                 | 0    | 0         |
| 1. September 2016               | Waldbröl                                                       | Nordrhein-Westfalen                                                  | [ 238 ]                                                                         | | rassistisch, xenophob                                               | körperliche Gewalt                                                                             | Asylbewerber, Familienvater                                      | 1    | 3         |
| 8. September 2016               | Magdeburg                                                      | Sachsen-Anhalt                                                       | [ 239 ]                                                                         | |                                                                     | Brandstiftung                                                                                  | Polizeifahrzeuge                                                 | 0    | 0         |
| 25. September 2016              | Bebra                                                          | Hessen                                                               | [ 240 ]                                                                         | |                                                                     | Molotowcocktails                                                                               | Moschee                                                          | 0    | 0         |
| 27. September 2016              | Erbach (Donau)                                                 | Baden-Württemberg                                                    | [ 241 ] [ 242 ]                                                                 | alkoholisierter 24-Jähriger                                                                                            | unbekannt                                                           | Brandstiftung                                                                                  | Flüchtlingsheim                                                  | 0    | 0         |
| 27. September 2016              | Köthen (Anhalt)                                                | Sachsen-Anhalt                                                       | [ 243 ]                                                                         | |                                                                     | Brandstiftung                                                                                  | Flüchtlingsheim                                                  | 0    | 0         |
| 27. September 2016              | Dresden                                                        | Sachsen                                                              | Sprengstoffanschläge in Dresden                                                 | Nino Köhler | rechtsextremistisch (Pegida)                                        | 2 Sprengsätze                                                                                  | Moschee, Internationales Congress Center                         | 0    | 0         |
| 6. Oktober 2016                 | Dresden                                                        | Sachsen                                                              | [ 244 ]                                                                         | |                                                                     | Brandstiftung                                                                                  | Polizeifahrzeuge                                                 | 0    | 0         |
| 6. Oktober 2016                 | Sebnitz                                                        | Sachsen                                                              | [ 245 ] [ 246 ]                                                                 | Jugendliche |                                                                     | körperliche Gewalt                                                                             | Flüchtlingskinder                                                | 0    | 3         |
| 25. Oktober 2016                | Döbeln                                                         | Sachsen                                                              | [ 248 ]                                                                         | unbekannt |                                                                     | Feuer                                                                                          | Im Hausflur abgestellter Kinderwagen einer syrischen Großfamilie | 0    | 12        |
| 6. November 2016                | Hannover                                                       | Niedersachsen                                                        | [ 249 ]                                                                         | PKK (vermutlich) | autonomistisch kurdisch, sozialistisch                              | Brandstiftung                                                                                  | Fahrzeug                                                         | 0    | 0         |
| 8. November 2016                | Chemnitz                                                       | Sachsen                                                              | [ 250 ]                                                                         | | rechtsextremistisch, neonazistisch                                  | Sprengsatz                                                                                     | Kulturzentrum                                                    | 0    | 0         |
| 14. November 2016               | Magdeburg                                                      | Sachsen-Anhalt                                                       | [ 251 ]                                                                         | Neonazis | neonazistisch                                                       | Brandstiftung                                                                                  | Syrisches Unternehmen                                            | 0    | 0         |
| 26. November 2016               | Hamburg                                                        | Hamburg                                                              | [ 252 ]                                                                         | Linksextremisten | linksextremistisch                                                  | Hämmer, Farbe, Steine, Brandstiftung                                                           | Messegelände                                                     | 0    | 0         |
| 26. November / 5. Dezember 2016 | Ludwigshafen                                                   | Rheinland-Pfalz                                                      | Anschlagsversuche in Ludwigshafen 2016                                          | | islamistisch                                                        | zwei Sprengsätze                                                                               | Weihnachtsmarkt, Rathausplatz                                    | 0    | 0         |
| 19. Dezember 2016               | Berlin                                                         | Berlin                                                               | Anschlag auf den Berliner Weihnachtsmarkt an der Gedächtniskirche               | Anis Amri (IS) | islamistisch (salafistisch, wahhabitisch)                           | (entwendeter) Lkw, Schusswaffe                                                                 | Weihnachtsmarkt                                                  | 13   | 56        |
| 17. März 2017                   | Hamburg                                                        | Hamburg                                                              | [ 255 ] [ 256 ]                                                                 | Fire and Flame for the Police                                                                                          |                                                                     | Brandstiftung                                                                                  | Polizeifahrzeuge                                                 | 0    | 0         |
| 14. April 2017                  | Artern                                                         | Thüringen                                                            | [ 257 ]                                                                         | |                                                                     | Brandstiftung                                                                                  | Asylbewerberheim                                                 | 0    | 0         |
| 14. April 2017                  | Kremmen                                                        | Brandenburg                                                          | [ 258 ]                                                                         | |                                                                     | Brandstiftung                                                                                  | Asylbewerberheim                                                 | 0    | 0         |
| 27. April 2017                  | Weil am Rhein                                                  | Baden-Württemberg                                                    | [ 259 ]                                                                         | PKK (vermutlich) | autonomistisch, kurdisch-sozialistisch                              | Molotowcocktails                                                                               | Moschee                                                          | 0    | 0         |
| 19. Juni 2017                   | Bad Bevensen, Bremen, Hamburg, Berlin, Leipzig, Dortmund, Köln | Niedersachsen, Bremen, Hamburg, Berlin, Sachsen, Nordrhein-Westfalen | [ 261 ] [ 262 ] [ 263 ] [ 264 ] [ 265 ] [ 266 ] [ 267 ] [ 268 ] [ 269 ] [ 270 ] | Shutdown G20: Take Hamburg offline!                                                                                    | linksextremistisch                                                  | Brandstiftung                                                                                  | Eisenbahninfrastruktur                                           | 0    | 0         |
| 29. Juni 2017                   | Berlin                                                         | Berlin                                                               | [ 271 ]                                                                         | |                                                                     | Sprengsatz                                                                                     | Schnellrestaurant                                                | 0    | 0         |
| 27. Juli 2017                   | Dresden                                                        | Sachsen                                                              | [ 272 ]                                                                         | |                                                                     | Molotowcocktails                                                                               | Martin-Luther-Kirche                                             | 0    | 0         |
| 28. Juli 2017                   | Hamburg                                                        | Hamburg                                                              | Messerattacke in Hamburg am 28. Juli 2017                                       | | islamistisch (salafistisch)                                         | Messer                                                                                         | Christen, Supermarkt                                             | 1    | 5         |
| 21. August 2017                 | Herne                                                          | Nordrhein-Westfalen                                                  | [ 273 ]                                                                         | |                                                                     | Brandstiftung                                                                                  | Fahrzeuge                                                        | 0    | 0         |
| 27. November 2017               | Altena                                                         | Nordrhein-Westfalen                                                  | [ 274 ]                                                                         | Werner S. | rechtsextremistisch                                                 | Messer                                                                                         | Andreas Hollstein                                                | 0    | 1         |
| 17. Dezember 2017               | Hamburg                                                        | Hamburg                                                              | [ 275 ] [ 276 ] [ 277 ]                                                         | Stephan K. | rechtsextremistisches, rassistisches Motiv sehr wahrscheinlich      | Sprengsätze                                                                                    | S-Bahn-Station, Migranten                                        | 0    | 1         |
| 24. Dezember 2017               | Berlin                                                         | Berlin                                                               | [ 278 ]                                                                         | |                                                                     | Selbstmordattentäter, mit Benzinkanistern beladenes Fahrzeug                                   | SPD-Parteigebäude                                                | 0    | 1         |
| 24. Dezember 2017               | Berlin                                                         | Berlin                                                               | [ 279 ]                                                                         | |                                                                     | Brandbeschleuniger                                                                             | CDU-Parteigebäude                                                | 0    | 0         |
| 7. Januar 2018                  | Düren                                                          | Nordrhein-Westfalen                                                  | [ 280 ]                                                                         | |                                                                     | Schusswaffe                                                                                    | Deniz Naki                                                       | 0    | 0         |
| 17. Februar 2018                | Heilbronn                                                      | Baden-Württemberg                                                    | [ 281 ] [ 282 ]                                                                 | Willi B. | rassistisch, xenophob                                               | Messer                                                                                         | Asylbewerber                                                     | 0    | 3         |
| 18. Februar 2018                | Berlin                                                         | Berlin                                                               | [ 283 ]                                                                         | PKK | autonomistisch, kurdisch-sozialistisch                              | Brandstiftung                                                                                  | DİTİB-Fahrzeug                                                   | 0    | 0         |
| 2. März 2018                    | Alpen (Niederrhein)                                            | Nordrhein-Westfalen                                                  | [ 284 ]                                                                         | |                                                                     | Sprengsatz                                                                                     | Briefkasten einer Asylbewerberunterkunft                         | 0    | 0         |
| 9. März 2018                    | Lauffen am Neckar                                              | Baden-Württemberg                                                    | [ 285 ]                                                                         | PKK | autonomistisch, kurdisch-sozialistisch                              | Brandstiftung                                                                                  | Moschee                                                          | 0    | 0         |
| 11. März 2018                   | Berlin                                                         | Berlin                                                               | [ 286 ]                                                                         | PKK | autonomistisch, kurdisch-sozialistisch                              | Brandstiftung                                                                                  | Moschee                                                          | 0    | 0         |
| 11. März 2018                   | Meschede                                                       | Nordrhein-Westfalen                                                  | [ 287 ]                                                                         | Kurdische Extremisten                                                                                                  |                                                                     | Brandstiftung                                                                                  | Deutsch-Türkisches Kulturzentrum                                 | 0    | 0         |
| 11. März 2018                   | Itzehoe                                                        | Schleswig-Holstein                                                   | [ 288 ]                                                                         | |                                                                     | Brandstiftung                                                                                  | Türkischer Gemüseladen                                           | 0    | 0         |
| 12. März 2018                   | Ahlen                                                          | Nordrhein-Westfalen                                                  | [ 289 ] [ 290 ]                                                                 | |                                                                     | Brandstiftung                                                                                  | Türkisches Gemeindezentrum                                       | 0    | 0         |
| 12. März 2018                   | Gütersloh                                                      | Nordrhein-Westfalen                                                  | [ 291 ]                                                                         | Action Cell Haukur Hilmarsson                                                                                          | syrisch-sozialistisch                                               | Brandstiftung                                                                                  | Fahrzeuge                                                        | 0    | 0         |
| 19. März 2018                   | Ulm                                                            | Baden-Württemberg                                                    | [ 292 ]                                                                         | syrische Kurden |                                                                     | Brandstiftung                                                                                  | Moschee der Islamischen Gemeinschaft Millî Görüş                 | 0    | 0         |
| 25. März 2018                   | Kassel                                                         | Hessen                                                               | [ 293 ]                                                                         | laut Bekennerschreiben „Antifa International“                                                                          | linksextrem (vermutlich)                                            | Brandstiftung                                                                                  | Moschee des Verbands der türkischen Kulturvereine in Europa      | 0    | 0         |
| 26. März 2018                   | Berlin                                                         | Berlin                                                               | [ 294 ] [ 295 ]                                                                 | Vulkangruppe NetzHerrschaft zerreissen                                                                                 | linksextrem (vermutlich)                                            | Sabotage, Brandstiftung                                                                        | Stromkabel                                                       | 0    | 0         |
| 17. Juli 2018                   | Heilbronn                                                      | Baden-Württemberg                                                    | [ 296 ] [ 297 ]                                                                 | psychisch Kranker |                                                                     | Luftpistole                                                                                    | Muslimische Verkäuferin in Bäckerei                              | 0    | 0         |
| 27. August 2018                 | Chemnitz                                                       | Sachsen                                                              | Angriff auf ein jüdisches Restaurant in Chemnitz                                | | antisemitisch                                                       | Steine, Flaschen                                                                               | Jüdisches Restaurant                                             | 0    | 1         |
| 14. September 2018              | Chemnitz                                                       | Sachsen                                                              | [ 299 ]                                                                         | Revolution Chemnitz | rechtsextremistisch                                                 | Flaschen, Elektroschockgerät                                                                   | Migranten                                                        | 0    | 0         |
| 20. September 2018              | Berlin                                                         | Berlin                                                               | [ 300 ]                                                                         | PKK | autonomistisch, kurdisch-sozialistisch                              | Brandstiftung                                                                                  | Türkische Bildungseinrichtung                                    | 0    | 0         |
| 24. September 2018              | nahe Duisburg                                                  | Nordrhein-Westfalen                                                  | [ 301 ]                                                                         | |                                                                     | Sabotage                                                                                       | Bahnlinie                                                        | 0    | 0         |
| 7. Oktober 2018                 | nahe Allersberg                                                | Bayern                                                               | [ 302 ]                                                                         | Islamist | islamistisch                                                        | Sabotage                                                                                       | Eisenbahnzug                                                     | 0    | 0         |
| 18. Oktober 2018                | Chemnitz                                                       | Sachsen                                                              | [ 303 ] [ 304 ]                                                                 | | Eine politische Motivation der Tat kann nicht ausgeschlossen werden | Brandstiftung                                                                                  | Türkisches Restaurant                                            | 0    | 0         |
| 21. Dezember 2018               | Hambacher Forst                                                | Nordrhein-Westfalen                                                  | [ 305 ]                                                                         | |                                                                     | Steinschleudern                                                                                | RWE-Lkws                                                         | 0    | 1         |
| 23. Dezember 2018               | Berlin                                                         | Berlin                                                               | [ 306 ]                                                                         | Islamist | islamistisch                                                        | Sabotage                                                                                       | Oberleitung                                                      | 0    | 0         |
| 25. Dezember 2018               | Hambacher Forst                                                | Nordrhein-Westfalen                                                  | [ 307 ]                                                                         | |                                                                     | Steine, Brandstiftung                                                                          | RWE-Lkws                                                         | 0    | 0         |
| 1. Januar 2019                  | Essen, Bottrop                                                 | Nordrhein-Westfalen                                                  | [ 308 ]                                                                         | 50-jähriger Mann | rechtsextremistisch, rassistisch                                    | Auto                                                                                           | migrantische Menschen                                            | 0    | 6         |
| 27. März 2019                   | Essen                                                          | Nordrhein-Westfalen                                                  | [ 309 ] [ 310 ]                                                                 | Steeler Jungs (vermutlich)                                                                                             | rechtsextremistisches, neonazistisches Motiv wahrscheinlich         | Schusswaffe                                                                                    | Kulturzentrum                                                    | 0    | 0         |
| 24. Mai 2019                    | nahe Erbach (Donau)                                            | Baden-Württemberg                                                    | [ 311 ]                                                                         | Fünf Männer im Alter zwischen 17 und 19                                                                                | antiziganistisch                                                    | Fackel                                                                                         | Roma-Familie, Wohnwagen                                          | 0    | 0         |
| 1. Juni 2019                    | Wolfhagen-Istha                                                | Hessen                                                               | Mordfall Walter Lübcke                                                          | Stephan Ernst | rechtsextremistisch, neonazistisch                                  | Pistole                                                                                        | Walter Lübcke                                                    | 1    | 0         |
| 22. Juli 2019                   | Wächtersbach                                                   | Hessen                                                               | [ 313 ] [ 314 ] [ 315 ]                                                         | Roland K. | rechtsextremistisch, rassistisch                                    | Pistole                                                                                        | Migrant, Selbstmord                                              | 1    | 1         |
| 23. Juli 2019                   | Zittau                                                         | Sachsen                                                              | [ 316 ]                                                                         | Combat 18 (vermutlich)                                                                                                 | rechtsextremistisch, neonazistisch                                  | Sprengstoff                                                                                    | Wohnung einer Politikerin                                        | 0    | 0         |
| 17. August 2019                 | Nürnberg                                                       | Bayern                                                               | [ 317 ]                                                                         | Indigenous People of Biafra                                                                                            | autonomistisch, biafra-nationalistisch, igbo-nationalistisch        |                                                                                                | Ike Ekweremadu (Nigerianischer Politiker)                        | 0    | 0         |
| 3. Oktober 2019                 | Leipzig                                                        | Sachsen                                                              | [ 318 ]                                                                         | |                                                                     | Brandstiftung                                                                                  | Baustelle                                                        | 0    | 0         |
| 9. Oktober 2019                 | Halle (Saale)                                                  | Sachsen-Anhalt                                                       | Anschlag in Halle (Saale) 2019                                                  | Stephan B. | rechtsextremistisch, antisemitisch, xenophob                        | Maschinenpistole, Schrotflinte, Sprengstoff                                                    | Synagoge, Döner-Imbiss                                           | 2    | 3         |
| 11. Oktober 2019                | Berlin                                                         | Berlin                                                               | [ 322 ]                                                                         | PKK | autonomistisch, kurdisch-sozialistisch                              | Brandstiftung                                                                                  | Türkisches Botschaftsfahrzeug                                    | 0    | 0         |

## 2020–heute
| Datum/Beginn        | Ort                        | Bundesland          | Artikel, Beleg(e)                            | Täter                                     | Politische Ausrichtung                                                                                               | Mittel                                                     | Ziel | Tote | Verletzte |
| ------------------- | -------------------------- | ------------------- | -------------------------------------------- | ----------------------------------------- | --- | ---------------------------------------------------------- | --- | ---- | --------- |
| 13. Februar 2020    | Syke                       | Niedersachsen       | [ 323 ] [ 324 ]                              |                                           | Xenophob | Brandstiftung                                              | Restaurant | 0    | 0         |
| 19. Februar 2020    | Hanau                      | Hessen              | Anschlag in Hanau 2020                       | Tobias R.                                 | rechtsextremistisch                                                                                                  | Schusswaffen                                               | Lokale, Zivilisten | 11   | 5         |
| April/Mai 2020      | Waldkraiburg               | Bayern              | Anschlagsserie in Waldkraiburg               | Muharrem D.                               | islamistisch-dschihadistisch, salafistisch, anti-türkisch                                                            | Brandsätze                                                 | Türkische Geschäfte, Wohnung eines Imam | 0    | 0         |
| 10. Juni 2020       | Einbeck                    | Niedersachsen       | [ 329 ] [ 330 ] [ 331 ]                      | vermutlich Neonazis                       | neonazistisch | Sprengsatz                                                 | Privathaus von Neonazi-Gegnerin und Flüchtlingshelferin                                                                                       | 0    | 1         |
| 4. Oktober 2020     | Dresden                    | Sachsen             | Messerangriff in Dresden                     | Abdullah al-H. H.                         | islamistisch, homophob                                                                                               | Messer                                                     | Touristen | 1    | 1         |
| 25. Juni 2021       | Würzburger Altstadt        | Bayern              | Anschlag in Würzburg 2021                    | Abdirahman Jibril A                       | islamistisch | Messer                                                     | Zivilisten | 3    | 5         |
| 18. September 2021  | Idar-Oberstein             | Rheinland-Pfalz     | Mord in Idar-Oberstein 2021                  | Mario N.                                  | rechtsextremistisch, „Querdenker“-Szene                                                                              | Revolver                                                   | Tankstellenmitarbeiter | 1    | 0         |
| 16. Oktober 2021    | Simbach am Inn             | Bayern              | [ 332 ] [ 333 ]                              | Andreas B.                                | rechtsextremistisch, rassistisch                                                                                     | Brandstiftung                                              | Flüchtlingsunterkunft | 0    | 0         |
| 6. November 2021    | ICE nach Nürnberg          | Bayern              | Messerattacke in ICE November 2021           | Abdalrahman A.                            | islamistisch-dschihadistisch                                                                                         | Messer                                                     | Eisenbahnzug, Zugpassagiere | 0    | 4         |
| 4. Juli 2022        | Mönchengladbach            | Nordrhein-Westfalen | [ 337 ] [ 338 ] [ 339 ]                      |                                           | rechtsextremistisch, neonazistisch                                                                                   | Brandstiftung, Sprengsatz mit Hakenkreuz, keine Detonation | Auto | 0    | 0         |
| 5. Juli 2022        | Oberhausen                 | Nordrhein-Westfalen | [ 340 ] [ 341 ]                              |                                           | vermutlich rechtsextremistisch, neonazistisch                                                                        | Sprengsatz                                                 | Parteibüro der Linken | 0    | 0         |
| 31. Oktober 2022    | Lichterfelde               | Berlin              | [ 342 ]                                      |                                           | rassistisch | Brandstiftung                                              | Bäckerei | 0    | 0         |
| 31. Dezember 2022   | Ermreuth                   | Bayern              | [ 343 ]                                      |                                           | rechtsextremistisch, antisemitisch                                                                                   | versuchte Brandstiftung                                    | Synagoge | 0    | 0         |
| 9. Januar 2023      | Berlin                     | Berlin              | [ 344 ]                                      |                                           | linksextremistisch                                                                                                   | Brandstiftung                                              | Auto von Wolfram Nahrath | 0    | 0         |
| 31. Januar 2023     | Marklkofen                 | Bayern              | [ 345 ]                                      |                                           | rassistisch | Brandstiftung                                              | Flüchtlingsunterkünfte | 0    | 0         |
| 9. März 2023        | Gebäude der Zeugen Jehovas | Hamburg             | Amoktat in Hamburg-Alsterdorf 2023           | Philipp F.                                | religiös, frauenfeindliche und homophobe Einflüsse                                                                   | Halbautomatische Pistole                                   | Zeugen Jehovas | 8    | 9         |
| 22. März 2023       | Reutlingen                 | Baden-Württemberg   | [ 346 ] [ 347 ]                              | Markus L. (Patriotische Union)            | rechtsextremistisch                                                                                                  | Schusswaffe                                                | Polizisten | 0    | 2         |
| 9. April 2023       | Duisburg                   | Nordrhein-Westfalen | [ 348 ] [ 349 ]                              | Maan D.                                   | islamistisch | Messer                                                     | Zivilist | 1    | 0         |
| 18. April 2023      | Duisburg                   | Nordrhein-Westfalen | [ 350 ] [ 351 ]                              | Maan D.                                   | islamistisch | Messer                                                     | Fitnessstudio | 0    | 4         |
| 11. Mai 2023        | Ratingen                   | Nordrhein-Westfalen | [ 352 ]                                      |                                           | „Hass auf den Staat“, verschwörungsideologisch, „Querdenker“-Szene                                                   | Benzin, Explosion                                          | Einsatzkräfte | 0    | 9         |
| 27. Mai 2023        | Niendorf                   | Hamburg             | [ 353 ] [ 354 ]                              | Ulf M.                                    | rechtsextremistisch, rassistisch                                                                                     | Schusswaffe                                                | Wohnungstür von pakistanischer Nachbarin | 0    | 0         |
| 10. Juni 2023       | Rosenthal-Bielatal         | Sachsen             | [ 355 ]                                      |                                           | rassistisches Motiv wahrscheinlich                                                                                   | Flaschen                                                   | Flüchtlingsunterkunft | 0    | 0         |
| 20. Juni 2023       | Hanau                      | Hessen              | [ 356 ]                                      |                                           | rechtsextremistisch, rassistisches Motiv wahrscheinlich                                                              | Pistole                                                    | Betreiber des ehemaligen Kiosks, der Ziel des Anschlags in Hanau 2020 wurde                                                                   | 0    | 1         |
| 3. August 2023      | Hungen                     | Hessen              | [ 357 ] [ 358 ] [ 359 ]                      |                                           | rechtsextremistisch                                                                                                  | Sprengsatz (Böller)                                        | Zirkus | 0    | 0         |
| 12. August 2023     | Grunewald                  | Berlin              | [ 360 ]                                      | Mann                                      | rechtsextremistisch, antisemitisch                                                                                   | Brandstiftung                                              | Holocaust-Büchergedenkstätte | 0    | 0         |
| 12. August 2023     | Tiergarten                 | Berlin              | [ 361 ]                                      |                                           | rechtsextremisch, homophob                                                                                           |                                                            | Homosexuellen- verfolgungsdenkmal | 0    | 0         |
| 14. August 2023     | Neukölln                   | Berlin              | [ 362 ]                                      |                                           | homophob | Brandstiftung                                              | Verein lesbischer Frauen | 0    | 0         |
| 25. September 2023  | Herborn                    | Hessen              | [ 363 ]                                      | vermutlich Rechtsextremisten              | rechtsextremistisch, rassistisch                                                                                     | Brandstiftung                                              | Flüchtlingsunterkunft | 0    | 1         |
| 6. Oktober 2023     | Siegburg                   | Nordrhein-Westfalen | [ 364 ] [ 365 ]                              | „Letzte Rettung Germania“                 | rechtsextremistisch                                                                                                  | Steine                                                     | Moschee | 0    | 0         |
| 18. Oktober 2023    | Berlin                     | Berlin              | [ 366 ]                                      |                                           | | versuchte Brandstiftung (Molotowcocktails)                 | Synagoge | 0    | 0         |
| 20. Oktober 2023    | Hamburg                    | Hamburg             | [ 367 ]                                      |                                           | | Brandstiftung                                              | Santa Fu; Privatautos von JVA-Bediensteten | 0    | 0         |
| 18. November 2023   | Braunsbedra                | Sachsen-Anhalt      | [ 368 ] [ 369 ]                              |                                           | rechtsextremistisches, rassistisches Motiv wahrscheinlich                                                            | Steinwurf, Nazischmierereien                               | Asylunterkunft | 0    | 0         |
| 5. März 2024        | Grünheide nahe Berlin      | Brandenburg         | [ 370 ] [ 371 ]                              | Vulkangruppe (Bekennerschreiben)          | linksextremistisch                                                                                                   | Brandstiftung                                              | Hochspannungsmast (mit Anschluss Erdkabel), Tesla Gigafactory Berlin-Brandenburg, das Expansion plant. 7 Tage Stromausfall: 5.–11. März 2024. | 0    | 0         |
| 25. März 2024       | Solingen                   | Nordrhein-Westfalen | [ 373 ] [ 374 ]                              | Mann                                      | | Brandstiftung                                              | Wohnhaus mit ausländischen Familien und Arbeitskräften                                                                                        | 4    | 21        |
| 20./21. April 2024  | Mücheln                    | Sachsen-Anhalt      | [ 375 ] [ 376 ]                              | vermutlich Rechtsextremisten              | rechtsextremistisches, fremdenfeindliches und rassistisches Motiv immer wahrscheinlicher                             | Pyrotechnik                                                | Wohnhaus mit Asylsuchenden und ausländischen Arbeitskräften                                                                                   | 0    | 0         |
| 27. April 2024      | Murnau am Staffelsee       | Bayern              | [ 377 ]                                      |                                           | russisch-nationalistisch                                                                                             | Messer                                                     | Ukrainische Soldaten | 2    | 0         |
| 26./27. Mai 2024    | Mönchengladbach            | Nordrhein-Westfalen | [ 378 ]                                      |                                           | neonazistisches, rechtsextremistisches, behindertenfeindliches Motiv wahrscheinlich                                  | Steinwurf, auf dem Stein stand „Euthanasie ist die Lösung“ | Wohnheim für Menschen mit Behinderung | 0    | 0         |
| 31. Mai 2024        | Mannheim                   | Baden-Württemberg   | Messerangriff in Mannheim am 31. Mai 2024    | Sulaiman A.                               | islamistisch | Messer                                                     | Zivilisten, Polizisten, Kundgebung des islamfeindlichen Vereins Bürgerbewegung Pax Europa (BPE).                                              | 1    | 5         |
| 23. Juli 2024       | München                    | Bayern              | [ 379 ] [ 380 ]                              | Werner P.                                 | rechtsextremistisch, antisemitisch, rassistisch                                                                      | Messer                                                     | Muslime | 0    | 2         |
| 23. August 2024     | Solingen                   | Nordrhein-Westfalen | Messeranschlag in Solingen                   | Issa al H.                                | islamistisch | Messer                                                     | Zivilisten, Stadtfest | 3    | 8         |
| 5. September 2024   | München                    | Bayern              | Anschlag in München 2024                     | Emrah I.                                  | antiisraelisch, antisemitisch und untergeordnet islamistisch                                                         | Repetiergewehr Karabiner 31 mit Bajonett                   | NS-Dokumentationszentrum, Generalkonsulat des Staates Israel (München)                                                                        | 1    | 0         |
| 6. September 2024   | Linz am Rhein              | Rheinland-Pfalz     | [ 382 ] [ 383 ]                              |                                           | islamistisch | Machete                                                    | Polizeiinspektion | 0    | 1         |
| 22/23. Oktober 2024 | Altdöbern                  | Brandenburg         | [ 384 ]                                      | zwei Neonazis (Letzte Verteidigungswelle) | rechtsextremistisch, neonazistisch                                                                                   | Brandstiftung                                              | Kulturhaus „Kultberg“ | 0    | 0         |
| 20. Dezember 2024   | Magdeburg                  | Sachsen-Anhalt      | Anschlag auf den Magdeburger Weihnachtsmarkt | Taleb A.                                  | islamophob, Unzufriedenheit mit dem Umgang mit saudi-arabischen Flüchtlingen (Motiv noch nicht abschließend geklärt) | Pkw                                                        | Weihnachtsmarkt | 6    | 299       |
| 25. Januar 2025     | Kiel                       | Schleswig-Holstein  | [ 385 ]                                      |                                           | islamistisches Motiv möglich                                                                                         | Messer                                                     | prokurdische Demonstration, Kurden | 0    | 1         |
| 13. Februar 2025    | München                    | Bayern              | Anschlag in München 2025                     | Farhad N.                                 | islamistisch | Pkw                                                        | Demonstration der Gewerkschaft ver.di | 2    | 54        |
| 21. Februar 2025    | Berlin                     | Berlin              | Angriff am Holocaust-Mahnmal in Berlin 2025  | Wassim al-M.                              | islamistisch, antisemitisch                                                                                          | Messer                                                     | Holocaust-Mahnmal, Tourist | 0    | 1         |
| 18. Mai 2025        | Bielefeld                  | Nordrhein-Westfalen | Messerangriff in Bielefeld 2025              | Mahmoud M.                                | islamistisch | Messer, Stockdegen                                         | Bar, Barbesucher | 0    | 5         |
| 16. August 2025     | Paderborn                  | Nordrhein-Westfalen | [ 386 ] [ 387 ]                              | 13-jährige islamistische Gefährderin      | islamistisch | Messer                                                     | Psychiatrie, Betreuerin | 0    | 1         |